# Liste de films tournés à Paris
Un certain nombre d'œuvres cinématographiques et télévisuelles ont été tournées dans la ville de Paris.
Voici une liste à compléter de films, téléfilms, séries télévisées, feuilletons télévisés, documentaires… tournés à Paris, classés par arrondissement et date de diffusion (sortie en salles ou première diffusion télévisuelle).

## Lieu indéterminé
- 1917 : Les Misérables de Frank Lloyd
- 1929 : Le Masque de fer d'Allan Dwan
- 1939 : L'Homme au masque de fer de James Whale
- 1956 : Mannequins de Paris d'André Hunebelle
- 1959 : 125, rue Montmartre de Gilles Grangier
- 1959 : Une simple histoire de Marcel Hanoun
- 1963 : La Baie des Anges de Jacques Demy
- 1969 : L'Arbre de Noël de Terence Young
- 1974 : Marseille contrat de Robert Parrish
- 1990 : Le Bal du gouverneur de Marie-France Pisier[a]
- 1997 : Un amour de sorcière de René Manzor
- 1997 : K d'Alexandre Arcady
- 2000 : Elle et lui au 14e étage de Sophie Blondy
- 2002 : Le Transporteur de Louis Leterrier et Corey Yuen
- 2002 : Carnages de Delphine Gleize
- 2003 : Petites coupures de Pascal Bonitzer
- 2003 : Je reste ! de Diane Kurys
- 2003 : Banlieue 13 de Pierre Morel[1]
- 2005 : Combien tu m'aimes ? de Bertrand Blier
- 2007 : Chrysalis de Julien Leclercq
- 2008 et 2011 : Flics (série télévisée)
- 2008 : L'Heure d'été d'Olivier Assayas
- 2012 : La Dune de Yossi Aviram
- 2012 : Une Estonienne à Paris d'Ilmar Raag
- 2014 : Les Francis de Fabrice Begotti
- 2014 : Tout est permis de Coline Serreau[2]
- 2015 : Nous trois ou rien de Kheiron
- 2017 : L'Un dans l'autre de Bruno Chiche
- 2022 : Stella est amoureuse, film de Sylvie Verheyde, tournage en février 2021[3].
- 2023 : La Bête de Bertrand Bonello[4],[5]

## 1erarrondissementde Paris
- 1949 : Rendez-vous de juillet de Jacques Becker (quai du Louvre)
- 1949 : L'Homme de la tour Eiffel de Burgess Meredith[6]
- 1951 : Une histoire d'amour de Guy Lefranc (direction régionale de la police judiciaire, 36 quai des Orfèvres, aux Halles de Paris dans les anciens pavillons Baltard
- 1951 : Identité judiciaire de Hervé Bromberger (restaurant Auberge du Vert-Galant, 20 rue de Harlay)[7]
- 1957 : Assassins et Voleurs de Sacha Guitry
- 1957 : Les Aventures d'Arsène Lupin de Jacques Becker (galerie de Valois et jardin du Palais-Royal)[8]
- 1957 : L'Homme à l'imperméable de Julien Duvivier (théâtre du Châtelet, avenue Victoria, rue Édouard-Colonne)[9]
- 1957 : Ariane de Billy Wilder (place Vendôme)
- 1959 : Signé Arsène Lupin d'Yves Robert (place du Carrousel)
- 1960 : Les Gens de lettres (court métrage) de Léonce Paillard et Henri Champetier (jardin du Palais-Royal, place du Palais-Royal)
- 1963 : Charade de Stanley Donen
- 1963 : Un drôle de paroissien de Jean-Pierre Mocky (36, quai des Orfèvres)
- 1963 : Irma la Douce de Billy Wilder
- 1963 : Le Jour et l'Heure de René Clément (église Saint-Eustache, entrée de la station de métro Les Halles)
- 1964 : Fantômas d'André Hunebelle (place Vendôme)
- 1964 : Le Corniaud de Gérard Oury
- 1964 : Les Baisers : Baiser de 16 ans de Claude Berri (station de métro Louvre-Rivoli (ligne 1), rue de Rivoli)[10]
- 1964 : Patate de Robert Thomas (place des Victoires)
- 1965 : Compartiment tueurs de Costa-Gavras[11] (quai des Orfèvres)
- 1965 : Pleins feux sur Stanislas de Jean-Charles Dudrumet (place Vendôme)
- 1965 : Belphégor ou le Fantôme du Louvre (série télévisée) de Claude Barma[12] (musée du Louvre, quai du Louvre, bar Le Corona au 2 rue de l'Amiral-de-Coligny, 36, quai des Orfèvres, pont Neuf)
- 1966 : La Grande Vadrouille de Gérard Oury[13]
- 1966 : Paris brûle-t-il ? de René Clément (boulevard du Palais, quai de l'Horloge, hôtel Meurice, rue de Rivoli)
- 1966 : Galia de Georges Lautner
- 1968 : L'Homme du Picardie, feuilleton télévisé de Jacques Ertaud (palais de justice de Paris, 4 boulevard du Palais[14])
- 1968 : Le Pacha de Georges Lautner (place des Pyramides, place Vendôme)
- 1969 : Le Cerveau de Gérard Oury (rue Henri-Robert, place Dauphine, rue de Harlay, quai de l'Horloge, pont au Change)[15]
- 1969 : Le Clan des Siciliens de Henri Verneuil (pont Saint-Michel)[16]
- 1970 : Le Cercle rouge de Jean-Pierre Melville[17] (rue Danielle-Casanova, Mauboussin place Vendôme, quai des Orfèvres)
- 1972 : Le Dernier Tango à Paris de  Bernardo Bertolucci
- 1973 : Le Silencieux de Claude Pinoteau[18]
- 1974 : Un nuage entre les dents de Marco Pico (cour de la Préfecture de police, quai des Orfèvres)
- 1975 : Lily aime-moi de Maurice Dugowson (Voie Georges-Pompidou)
- 1975 : Opération Lady Marlène de Robert Lamoureux
- 1975 : Section spéciale de Costa-Gavras (salle des pas perdus du palais de justice de Paris, boulevard du Palais, rue de Harlay)
- 1975 : Le Téléphone rose d'Édouard Molinaro (hôtel Meurice, 228 rue de Rivoli, rue de Castiglione)
- 1975 : L'Incorrigible, de  Philippe de Broca (rue de Harlay)
- 1976 : Calmos de Bertrand Blier (station de RER Châtelet - Les Halles)[19]
- 1976 : Le Locataire de Roman Polanski[20] (trou des Halles)
- 1976 : Monsieur Klein de Joseph Losey[21]
- 1977 :  Armaguedon d'Alain Jessua[22]
- 1977 : Mort d'un pourri, de Georges Lautner[23]
- 1978 : L'Argent des autres de Christian de Chalonge (rue de Montpensier)
- 1978 : La Carapate de Gérard Oury
- 1982 : Les Sous-doués en vacances de Claude Zidi (place des Victoires, rue de Rivoli, place du Carrousel, rue Croix-des-Petits-Champs, rue du Bouloi, rue du Colonel-Driant)
- 1982 : Tir groupé de Jean-Claude Missiaen (rue Berger, gare RER de Châtelet - Les Halles)[24]
- 1982 : Le père Noël est une ordure de Jean-Marie Poiré (rue du Mont-Thabor)
- 1986 : Les Frères Pétard de Hervé Palud (quai des Orfèvres, pont Neuf, pont des Arts, Allée Saint-John-Perse, rue Sainte-Opportune, rue de la Ferronnerie, rue Saint-Denis, place Joachim-du-Bellay, jardin Nelson-Mandela, rue Sainte-Opportune, rue des Innocents, fontaine des Innocents, église Saint-Eustache, rue Rambuteau, les Halles)
- 1987 : Le Solitaire de Jacques Deray[25]
- 1987 : Club de rencontres de Michel Lang (place Vendôme)
- 1990 : Docteur Petiot de Christian de Chalonge (Galerie Véro-Dodat, rue Jean-Jacques-Rousseau, théâtre du Palais-Royal, rue de Montpensier)
- 1996 : Les Grands Ducs de Patrice Leconte (théâtre du Palais-Royal)
- 1996 : Fantôme avec chauffeur de Gérard Oury (place Vendôme)
- 1996 : Hommes, femmes : mode d'emploi de Claude Lelouch (jardin du Palais-Royal, place du Palais-Royal)
- 1997 : On connaît la chanson d'Alain Resnais (place du Marché-Saint-Honoré, rue de Rivoli, hôtel Meurice)
- 1998 : Place Vendôme (1998), de Nicole Garcia (place Vendôme)
- 2000 : Ça ira mieux demain de Jeanne Labrune[26]
- 2000 : Les Glaneurs et la Glaneuse d'Agnès Varda[27]
- 2001 : Les Rois mages de Didier Bourdon et Bernard Campan (place Vendôme)
- 2001 : Tanguy d'Étienne Chatiliez
- 2001 : Une hirondelle a fait le printemps de Christian Carion (pont Saint-Michel)
- 2002 : Le Boulet d'Alain Berberian (jardin des Tuileries)
- 2003 : Bon Voyage de Jean-Paul Rappeneau[28]
- 2004 : Les Sœurs fâchées d’Alexandra Leclère (place Vendôme)
- 2004 : Le Dernier Jour de Rodolphe Marconi
- 2004 : La confiance règne d'Étienne Chatiliez (place Colette, place des Pyramides, passerelle des Arts)[29]
- 2005 : Le Petit Lieutenant de Xavier Beauvois
- 2005 : Un fil à la patte de Michel Deville (jardin du Palais-Royal, place du Palais-Royal)
- 2005 : Le Courage d'aimer de Claude Lelouch (Joaillerie Chopard, place Vendôme, rue de Castiglione, quai des Orfèvres, place du Châtelet)
- 2007 : Dialogue avec mon jardinier de Jean Becker
- 2007 : Les Vacances de Mr Bean de Steve Bendelack (place du Carrousel, palais du Louvre, Conciergerie)
- 2007 : La Vie d'artiste de Marc Fitoussi[30]
- 2008 : Cliente de Josiane Balasko (place Vendôme)
- 2008 : Ca$h d'Éric Besnard
- 2009 : Commis d'office d'Hannelore Cayre (palais de justice de Paris)
- 2009 : Micmacs à tire-larigot de Jean-Pierre Jeunet (parvis de l'église Saint-Eustache)[31]
- 2009 : Bellamy, rue de Rivoli de Claude Chabrol (boulevard du Palais)
- 2009 : Coco avant Chanel d'Anne Fontaine (rue Cambon, rue de Beaujolais)
- 2009 : Chéri de Stephen Frears (hôtel Régina au 2 place des Pyramides)[32]
- 2009 : Le Concert de Radu Mihaileanu
- 2009 : Eden à l'ouest de Costa-Gavras (rue du Colonel-Driant, station de métro Tuileries)
- 2009 : Neuilly sa mère ! de Gabriel Julien-Laferrière (rue de Rivoli)
- 2010 : Paris Connections de Harley Cokeliss
- 2010 : The Tourist de Florian Henckel von Donnersmarck
- 2010 : From Paris with Love de Pierre Morel (Voie Georges-Pompidou)
- 2010 : Les Aventures extraordinaires d'Adèle Blanc-Sec de Luc Besson
- 2011 : L'amour dure trois ans de Frédéric Beigbeder[33]
- 2011 : Bienvenue à Monte-Carlo de Thomas Bezucha (Cour carrée, pyramide du Louvre, cour Napoléon du musée du Louvre, place du Carrousel)[34]
- 2012 : De l'autre côté du périph de David Charhon (rue de Richelieu, vue générale du quai des Orfèvres, rue Molière, club Les Chandeliers au 1 rue Thérèse)[35]
- 2012 : Le Prénom d'Alexandre de La Patellière et Matthieu Delaporte (pont Neuf)
- 2013 : La Fille du 14 juillet d'Antonin Peretjatko (rue de l'Amiral-de-Coligny, quai de l'Horloge, musée du Louvre, quai du Louvre)
- 2013 : Amour et Turbulences d'Alexandre Castagnetti (Palais-Royal, rue de Beaujolais)
- 2013 : Les Gamins d'Anthony Marciano (place Dauphine)
- 2013 : Jeune et Jolie de François Ozon[36]
- 2014 : Qu'est-ce qu'on a fait au Bon Dieu ? de Philippe de Chauveron (théâtre du Palais-Royal, rue de Montpensier, rue de Beaujolais, rue Catinat, rue Sainte-Anne)
- 2014 : Supercondriaque de Dany Boon
- 2014 : Lucy de Luc Besson
- 2014 : L'Ex de ma vie de Dorothée Sebbagh[37]
- 2015 : Le Grand Jeu de Nicolas Pariser (jardin du Palais-Royal, Galerie de Montpensier, rue de Valois)[38]
- 2015 : Un peu, beaucoup, aveuglément ! de Clovis Cornillac[39]
- 2015 : Un début prometteur d'Emma Luchini (place des Pyramides)
- 2015 : Mon roi de Maïwenn[40]
- 2017 : Paris, etc. (série télévisée), saison 1, épisode 1 La Rentrée des classes, de Zabou Breitman (place Vendôme, rue Rouget-de-L'Isle)[41]
- 2017 : Paris, etc. (série télévisée), saison 1, épisode 2 Perte de repères, de Zabou Breitman (avenue de l'Opéra, rue de Rohan, rue des Pyramides)[42]
- 2017 : L'Art du crime (série télévisée) d'Angèle Herry-Leclerc et Pierre-Yves Mora (pyramide du Louvre, musée du Louvre)
- 2017 : Marie-Francine de Valérie Lemercier (rue Saint-Honoré)
- 2018 : Baron noir (série télévisée), saison 2, épisode 1 Twins de Ziad Doueiri[43]
- 2018 : Dix pour cent (série télévisée), saison 3, épisode 6 (place Vendôme, jardin du Palais-Royal, place Colette, rue Saint-Honoré)
- 2019 : Jusqu'ici tout va bien de Mohamed Hamidi (rue des Pyramides, rue Saint-Honoré)
- 2023 : Les Trois Mousquetaires : D'Artagnan de  Martin Bourboulon (palais du Louvre)
- 2023 : Les Trois Mousquetaires : Milady de  Martin Bourboulon (palais du Louvre)

## 2earrondissementde Paris
- 1949 : L'Homme de la tour Eiffel de Burgess Meredith[6]
- 1958 : Les Grandes Familles de Denys de La Patellière
- 1959 : 125, rue Montmartre de Gilles Grangier (125 rue Montmartre, rue du Croissant)
- 1959 : Signé Arsène Lupin d'Yves Robert (rue Daunou, rue de la Paix)
- 1960 : Les Gens de lettres court métrage de Léonce Paillard et Henri Champetier (restaurant Chez Drouant, rue Gaillon)
- 1963 : Symphonie pour un massacre de Jacques Deray[44] (rue Notre-Dame-de-Bonne-Nouvelle, boulevard de Bonne-Nouvelle, rue de la Lune)
- 1964 : Le Corniaud de Gérard Oury
- 1964 : Les Baisers : Baiser de Judas de Bertrand Tavernier (boulevard Poissonnière)[10]
- 1964 : Patate de Robert Thomas place des Victoires
- 1973 : La Bonne Année de Claude Lelouch (Le Grand Rex)
- 1974 : Un nuage entre les dents de Marco Pico (rue Feydeau, rue Montmartre)
- 1975 : Section spéciale de Costa-Gavras (boulevard de Bonne-Nouvelle, rue de la Lune, rue Beauregard)
- 1977 : Le Gang de Jacques Deray
- 1981 : Les hommes préfèrent les grosses de Jean-Marie Poiré
- 1989 : Valmont de Miloš Forman (rue d'Amboise, Opéra-Comique, place Boieldieu)
- 1990 : Docteur Petiot de Christian de Chalonge (Galerie Vivienne, passage Choiseul)
- 1996 : Les Grands Ducs de Patrice Leconte (rue Marivaux, place Boieldieu)
- 1996 : Mon homme de Bertrand Blier
- 1994 : Grosse Fatigue de Michel Blanc (le joaillier Poiray au 1 rue de la Paix)
- 1997 : La Vérité si je mens ! de Thomas Gilou (passage Sainte-Foy, rue Saint-Denis, passage Lemoine, boulevard de Sébastopol, rue d'Alexandrie, passage du Caire)
- 1998 : Cantique de la racaille de Vincent Ravalec
- 2000 : La Fidélité d'Andrzej Żuławski (rue de Cléry)[45]
- 2003 : Tout peut arriver de Nancy Meyers
- 2003 : Bon Voyage de Jean-Paul Rappeneau[28]
- 2004 : La confiance règne d'Étienne Chatiliez[29]
- 2004 : Comme une image d'Agnès Jaoui[46]
- 2004 : Mensonges et trahisons et plus si affinités... de Laurent Tirard
- 2007 : Anna M. de Michel Spinosa (Bibliothèque nationale de France, 58 rue de Richelieu)
- 2008 : Go Fast d'Olivier Van Hoofstadt
- 2010 : The Tourist de Florian Henckel von Donnersmarck
- 2010 : From Paris with Love de Pierre Morel
- 2010 : L'Arnacœur de Pascal Chaumeil (place des Victoires)
- 2012 : Le Prénom d'Alexandre de La Patellière et Matthieu Delaporte (rue Étienne-Marcel, place des Victoires)
- 2014 : L'Ex de ma vie de Dorothée Sebbagh[37]
- 2014 : Qu'est-ce qu'on a fait au Bon Dieu ? de Philippe de Chauveron (rue Chérubini, rue Chabanais, rue Vivienne)
- 2015 : Un peu, beaucoup, aveuglément ! de Clovis Cornillac[39]
- 2017 : Paris, etc. (série télévisée), saison 1, épisode 2 Perte de repères, de Zabou Breitman (rue de Richelieu)[42]
- 2017 : Daddy Cool de Maxime Govare (palais Brongniart, place de la Bourse)
- 2019 : Jusqu'ici tout va bien de Mohamed Hamidi (rue Notre-Dame-des-Victoires, palais Brongniart, rue Feydeau, rue Vivienne, rue du Quatre-Septembre)

## 3earrondissementde Paris

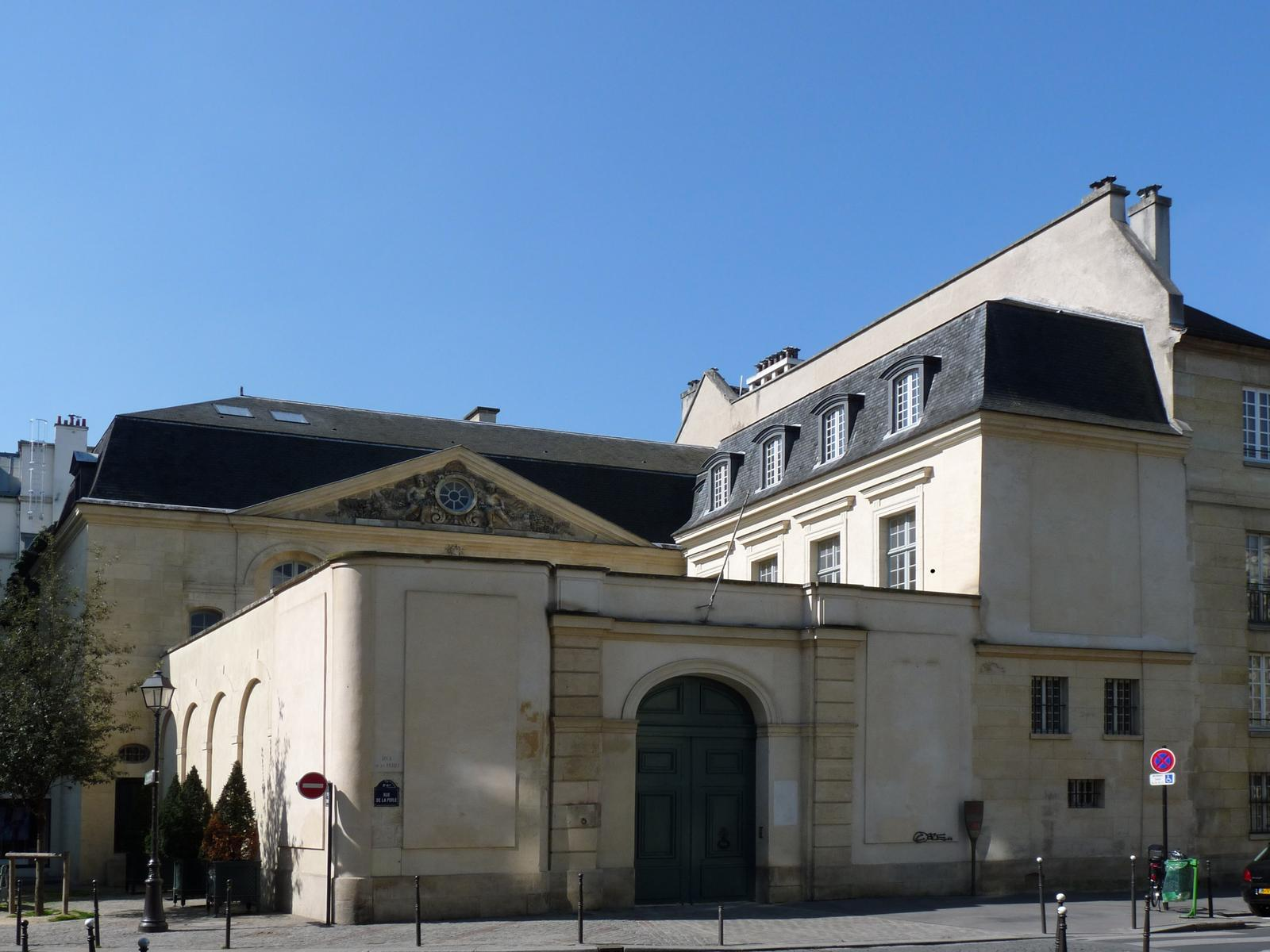
L'hôtel Libéral Bruant, 1 rue de la Perle,, lieu de tournage de la série télévisée Ainsi soient-ils.

- 1960 : Les Gens de lettres court métrage de Léonce Paillard et Henri Champetier (place des Vosges)
- 1964 : Patate de Robert Thomas Gaîté-Lyrique
- 1966 : Paris brûle-t-il ? de René Clément (musée Carnavalet, rue de Sévigné)
- 1972 : La Demoiselle d'Avignon feuilleton télévisé de Michel Wyn (hôtel de Soubise, rue des Francs-Bourgeois)
- 1980 : Le Coup du parapluie de Gérard Oury
- 1980 : Trois Hommes à abattre de Jacques Deray (hôtel Mortier de Sandreville, rue des Francs-Bourgeois)
- 1981 : Viens chez moi, j'habite chez une copine de Patrice Leconte
- 1981 : Les hommes préfèrent les grosses de Jean-Marie Poiré
- 1982 : Le père Noël est une ordure de Jean-Marie Poiré (rue Saint-Martin, rue Sainte-Apolline)
- 1983 : Tchao Pantin de Claude Berri (rue Charlot)
- 1986 : Les Frères Pétard de Hervé Palud (Cnam, rue Conté)
- 1996 : Les Grands Ducs de Patrice Leconte (boulevard Saint-Martin)
- 1997 : Le Bossu de Philippe de Broca (Dans le Marais)
- 1997 : La Vérité si je mens ! de Thomas Gilou (rue Notre-Dame-de-Nazareth)
- 2000 : Les Misérables (hôtel de Soubise)
- 2000 : Intrusion court métrage de Sébastien Jaudeau (théâtre Déjazet boulevard du Temple)
- 2002 : Deux Ans après d'Agnès Varda (Bibliothèque nationale de France [site Richelieu] sur le quai François-Mauriac)[47]
- 2004 : Comme une image d'Agnès Jaoui[46]
- 2005 : L'un reste, l'autre part de Claude Berri
- 2006 : Jardins en automne d'Otar Iosseliani (rue Perrée, rue de Picardie, rue Dupetit-Thouars, cité Dupetit-Thouars, rue Paul-Dubois, rue du Forez)
- 2007 : Un baiser, s'il vous plaît !  d'Emmanuel Mouret (rue Sainte-Anastase, rue de Thorigny)
- 2012 : Ainsi soient-ils, série télévisée (hôtel Libéral Bruant, rue de la Perle)
- 2013 : Les Gamins d'Anthony Marciano (rue de Thorigny, rue Vieille-du-Temple, rue de Turenne, rue Barbette)
- 2013 : Amour et Turbulences d'Alexandre Castagnetti (rue du Parc-Royal, rue Payenne, place de Thorigny, rue de la Perle
- 2015 : Un peu, beaucoup, aveuglément ! de Clovis Cornillac[39]
- 2015 : Lolo de Julie Delpy[48]
- 2017 : Paris, etc. (série télévisée, épisode La Rentrée des classes) de Zabou Breitman (place de la République)[41]

## 4earrondissementde Paris
- 1949 : L'Homme de la tour Eiffel de Burgess Meredith[6]
- 1950 : Orphée de Jean Cocteau (place des Vosges)
- 1951 : Identité judiciaire de Hervé Bromberger[7]
- 1956 : La Traversée de Paris de Claude Autant-Lara (rue de Turenne)[49]
- 1957 : L'Homme à l'imperméable de Julien Duvivier[9]
- 1962 : Arsène Lupin contre Arsène Lupin d'Édouard Molinaro (Préfecture de Police de Paris, rue de Lutèce, place Louis-Lépine)
- 1962 : Les Mystères de Paris d'André hunebelle (Quartier Saint-Paul)
- 1963 : Charade de Stanley Donen
- 1963 : Un drôle de paroissien de Jean-Pierre Mocky (cathédrale Notre-Dame et parvis)
- 1964 : L'Homme de Rio de Philippe de Broca
- 1964 : Le Corniaud de Gérard Oury
- 1964 : Monsieur de Jean-Paul Le Chanois : 11 quai de Bourbon
- 1965 : Compartiment tueurs de Costa-Gavras[11] (quai des Célestins, rue de la Colombe, rue des Ursins, rue du Petit-Musc, rue des Chantres)
- 1965 : Belphégor ou le Fantôme du Louvre (série télévisée) de Claude Barma[12] (quai de la Corse, pont Notre-Dame)
- 1966 : Galia de Georges Lautner
- 1966 : Paris brûle-t-il ? de René Clément (Préfecture de Police, rue de la Cité, quai du Marché-Neuf, Petit-Pont-Cardinal-Lustiger, parvis Notre-Dame, cathédrale Notre-Dame de Paris, place de l'Hôtel-de-Ville - esplanade de la Libération, hôtel de ville de Paris, place des Vosges)
- 1968 : L'Homme du Picardie, feuilleton télévisé de Jacques Ertaud (station de métro Cité sur la ligne 4 du métro de Paris, place Louis-Lépine, pont de la Tournelle[14]
- 1969 : Le Clan des Siciliens de Henri Verneuil (quai du Marché-Neuf)[16]
- 1972 : La Demoiselle d'Avignon feuilleton télévisé de Michel Wyn (hôtel de Rohan-Guémené)
- 1973 : Moi y'en a vouloir des sous de  Jean Yanne
- 1975 : L'Incorrigible, de  Philippe de Broca (Hôtel de Lauzun, quai d'Anjou, quai de Béthune, quai de Bourbon, rue Jean-du-Bellay, rue Saint-Louis-en-l'Île, île Saint-Louis)
- 1976 : Monsieur Klein de Joseph Losey[21]
- 1977 :  Armaguedon d'Alain Jessua[22]
- 1980 : La Boum de Claude Pinoteau
- 1980 : Le Coup du parapluie de Gérard Oury
- 1980 : Trois Hommes à abattre de Jacques Deray (rue des Francs-Bourgeois)
- 1981 : Viens chez moi, j'habite chez une copine de Patrice Leconte
- 1982 : Tir groupé de Jean-Claude Missiaen[24]
- 1982 : Le Quart d'heure américain de Philippe Galland[50]
- 1982 : Le père Noël est une ordure de Jean-Marie Poiré (rue des Archives)
- 1984 : La Smala de Jean-Loup Hubert
- 1984 : La Septième Cible de Claude Pinoteau[51]
- 1984 : La Vengeance du serpent à plumes de Gérard Oury (hôtel de ville de Paris, place de l'Hôtel-de-Ville)
- 1987 : Le Solitaire de Jacques Deray[25]
- 1988 : L'Étudiante de Claude Pinoteau
- 1989 : Valmont de Miloš Forman (rue Vieille-du-Temple)
- 1994 : La Reine Margot de  Patrice Chéreau
- 1996 : Bernie d'Albert Dupontel (boulevard de Sébastopol, rue Pernelle)
- 1996 : Hommes, femmes : mode d'emploi de Claude Lelouch (pont Notre-Dame, quai de la Corse)
- 1997 : Le Bossu de Philippe de Broca (hôtel de Sully, rue Saint-Antoine)
- 1997 : On connaît la chanson d'Alain Resnais (Bibliothèque de l'Arsenal, rue de Sully, pont de Sully)
- 1998 : Armageddon de Michael Bay
- 2001 : Une hirondelle a fait le printemps de Christian Carion (pont Louis-Philippe, pont Marie)
- 2003 : Le Cœur des hommes de Marc Esposito
- 2003 : Bienvenue au gîte de Claude Duty (rue de Rivoli)
- 2003 : Bon Voyage de Jean-Paul Rappeneau[28]
- 2004 : La confiance règne d'Étienne Chatiliez[29]
- 2005 : Le Petit Lieutenant de Xavier Beauvois
- 2006 : Prête-moi ta main d'Éric Lartigau
- 2006 : Jardins en automne d'Otar Iosseliani (place des Vosges)
- 2007 : Anna M. de Michel Spinosa (Hôtel-Dieu de Paris)
- 2007 : Un secret de Claude Miller
- 2007 : La Vie d'artiste de Marc Fitoussi[30]
- 2007 : Les Vacances de Mr Bean de Steve Bendelack (cathédrale Notre-Dame de Paris)
- 2008 : Agathe Cléry d'Étienne Chatiliez
- 2010 : Le Nom des gens de Michel Leclerc
- 2010 : Les Petits Mouchoirsde Guillaume Canet[52]
- 2010 : Omar m'a tuer de Roschdy Zem
- 2010 : From Paris with Love de Pierre Morel
- 2011 : Bienvenue à Monte-Carlo de Thomas Bezucha (parvis Notre-Dame - place Jean-Paul-II, île de la Cité)[34]
- 2012 : Chinese Zodiac de Jackie Chan
- 2012 : Quand je serai petit de Jean-Paul Rouve (boulevard Beaumarchais)
- 2012 : Comme un chef de Daniel Cohen[53]
- 2013 : Les Gamins d'Anthony Marciano (rue du Marché-des-Blancs-Manteaux, rue des Hospitalières-Saint-Gervais, rue de Sévigné, rue de l'Abbé-Migne, rue Aubriot)
- 2013 : Amour et Turbulences d'Alexandre Castagnetti (Hôtel-Dieu, rue d'Arcole)
- 2015 : Un peu, beaucoup, aveuglément ! de Clovis Cornillac[39]
- 2015 : Lolo de Julie Delpy[48]
- 2015 : Mon roi de Maïwenn[40]
- 2017 : Raid dingue de Dany Boon
- 2017 : Paris, etc. (série télévisée), saison 1, épisode 2 Perte de repères, de Zabou Breitman (Hôtel-Dieu au 1 parvis Notre-Dame)[42]
- 2022 : L'Homme de nos vies (mini-série) de Frédéric Berthe (pont de la Tournelle)

## 5earrondissementde Paris
- 1935 : Pasteur de Sacha Guitry[54]
- 1949 : Rendez-vous de juillet de Jacques Becker (rue Galande, rue Saint-Jacques, rue des Carmes)
- 1949 : L'Homme de la tour Eiffel de Burgess Meredith[6]
- 1956 : La Traversée de Paris de Claude Autant-Lara (rue Poliveau)
- 1962 : Jules et Jim de François Truffaut (quai de Montebello)
- 1963 : Charade de Stanley Donen
- 1963 : Un drôle de paroissien de Jean-Pierre Mocky (église Saint-Étienne-du-Mont)
- 1964 : L'Âge ingrat de Gilles Grangier[55]
- 1964 : Le Corniaud de Gérard Oury
- 1966 : La Grande Vadrouille de Gérard Oury[13]
- 1966 : Galia de Georges Lautner
- 1966 : Paris brûle-t-il ? de René Clément (rue de la Bûcherie, Petit-Pont-Cardinal-Lustiger, place Saint-Michel, quai Saint-Michel)
- 1968 : L'Homme du Picardie, feuilleton télévisé de Jacques Ertaud (port de la Tournelle)[14]
- 1969 : Le Cerveau de Gérard Oury (rue Mouffetard, square Saint-Médard, rue de Bazeilles)[15]
- 1969 : Le Clan des Siciliens de Henri Verneuil (quai Saint-Michel, quai des Orfèvres)[16]
- 1970 : Le Cercle rouge de Jean-Pierre Melville[17] (boulevard Saint-Germain, rue des Carmes, lycée Henri-IV rue Clovis, place du Panthéon)
- 1972 : Un flic, de Jean-Pierre Melville (rue Geoffroy-Saint-Hilaire)
- 1973 : Moi y'en a vouloir des sous de Jean Yanne
- 1974 : La Gifle de Claude Pinoteau (lycée Louis-le-Grand, rue Saint-Jacques)
- 1976 : Monsieur Klein de Joseph Losey[21]
- 1977 : Le Crabe-Tambour, de Pierre Schoendoerffer (rue de la Montagne-Sainte-Geneviève)
- 1980 : Le Coup du parapluie de Gérard Oury
- 1980 : La Boum de Claude Pinoteau
- 1982 : Tout feu, tout flamme de Jean-Paul Rappeneau (rue de l'Estrapade, La Tour d'Argent)
- 1982 : Le père Noël est une ordure de Jean-Marie Poiré (rue Saint-Jacques)
- 1984 : P'tit Con de Gérard Lauzier[56] (Studio de la Harpe, rue Saint-Séverin)
- 1984 : La Septième Cible de Claude Pinoteau[51]
- 1985 : Rendez-vous (film, 1985) d'André Téchiné (théâtre des Deux-Boules, rue des Écoles)
- 1988 : L'Étudiante de Claude Pinoteau
- 1990 : Docteur Petiot de Christian de Chalonge (grand escalier de la Sorbonne, rue des Écoles)
- 1996 : Les Deux Papas et la Maman de Jean-Marc Longval et Smaïn (Jardin des plantes, rue Cuvier)
- 1997 : Le Bossu de Philippe de Broca (église Notre-Dame du Val-de-Grâce)
- 1998 : Cantique de la racaille de Vincent Ravalec (Muséum national d'histoire naturelle, rue Cuvier)
- 1998 : Secret défense de Jacques Rivette[57]
- 2000 : L'Extraterrestre de Didier Bourdon
- 2000 : Ça ira mieux demain de Jeanne Labrune[26]
- 2001 : Le Fabuleux Destin d'Amélie Poulain de Jean-Pierre Jeunet[58] (rue Mouffetard)
- 2001 : La Chambre des officiers de  François Dupeyron (Hôpital du Val-de-Grâce, boulevard de Port-Royal)
- 2004 : Mensonges et trahisons et plus si affinités... de Laurent Tirard[59]
- 2004 : Comme une image d'Agnès Jaoui[46]
- 2005 : Le Petit Lieutenant de Xavier Beauvois
- 2005 : Munich de Steven Spielberg
- 2007 : Dialogue avec mon jardinier de Jean Becker
- 2007 : La Vie d'artiste de Marc Fitoussi[30]
- 2009 : Julie et Julia de Nora Ephron
- 2009 : Chéri de Stephen Frears (église du Val-de-Grâce au 277 bis rue Saint-Jacques)[32]
- 2009 : Neuilly sa mère ! de Gabriel Julien-Laferrière (pont de la Tournelle)
- 2009 : Transformers 2 : La Revanche de Michael Bay
- 2009 : Adieu de Gaulle, adieu de Laurent Herbiet
- 2009 : Le Petit Nicolas de Laurent Tirard
- 2010 : Les Aventures extraordinaires d'Adèle Blanc-Sec de Luc Besson
- 2011 : Bienvenue à Monte-Carlo de Thomas Bezucha (rue du Petit-Pont, rue Saint-Jacques)[34]
- 2012 : Le Prénom d'Alexandre de La Patellière et Matthieu Delaporte (square Paul-Painlevé, rue des Écoles, place de la Sorbonne)
- 2012 : Maman d'Alexandra Leclère[60]
- 2012 : Quand je serai petit de Jean-Paul Rouve (église Saint-Julien-le-Pauvre, rue Galande)
- 2012 : Comme un chef de Daniel Cohen[53]
- 2013 : Paris à tout prix de Reem Kherici
- 2013 : La Cage dorée de Ruben Alves (quai de Montebello)
- 2013 : Les Gamins d'Anthony Marciano (rue des Anglais)
- 2013 : Amour et Turbulences d'Alexandre Castagnetti (quai de Montebello, pont de l'Archevêché, rue des Fossés-Saint-Jacques, rue Lhomond, rue d'Ulm, rue Saint-Jacques, rue Paillet, rue Malebranche, place du Panthéon, rue Soufflot)
- 2013 : Jeune et Jolie de François Ozon[36]
- 2014 : Lucy de Luc Besson
- 2015 : Le Bureau des légendes (série télévisée) d'Éric Rochant (Institut de physique du globe de Paris)
- 2015 : Le Grand Jeu de Nicolas Pariser (rue Domat, rue des Écoles, rue Clotilde, rue de l'Estrapade)[38]
- 2015 : Belles Familles de Jean-Paul Rappeneau (Commissariat de police)
- 2016 : Cézanne et moi de Danièle Thompson[61] (rue Malebranche)
- 2017 : Paris, etc. (série télévisée), saison 1, épisode 2 Perte de repères, de Zabou Breitman (Petit-Pont)[42]
- 2017 : Sage Femme de Martin Provost[62] (rue Saint-Jacques, rue des Écoles, place Marcelin-Berthelot)
- 2022 : L'Homme de nos vies mini-série de Frédéric Berthe (pont de la Tournelle)

## 6earrondissementde Paris
- 1949 : Rendez-vous de juillet de Jacques Becker (port des Saints-Pères)
- 1949 : L'Homme de la tour Eiffel de Burgess Meredith[6]
- 1951 : Les miracles n'ont lieu qu'une fois d'Yves Allegret (jardin du Luxembourg)
- 1952 : Le Plaisir de Max Ophüls
- 1960 : Les Gens de lettres court métrage de Léonce Paillard et Henri Champetier (Académie française, quai de Conti)
- 1961 : La Bride sur le cou de Jean Aurel (Café de Flore, boulevard Saint-Germain)
- 1964 : L'Âge ingrat de Gilles Grangier[55]
- 1964 : Les Baisers : Baiser de 16 ans de Claude Berri (pont des Arts)[10]
- 1965 : Belphégor ou le Fantôme du Louvre (série télévisée) de Claude Barma[12] (quai de Conti, quai Malaquais, jardin du Luxembourg, impasse Royer-Collard, rue de Seine)
- 1966 : Galia de Georges Lautner
- 1966 : Paris brûle-t-il ? de René Clément (rue de Médicis, place Edmond-Rostand, rue de Vaugirard, place Saint-Sulpice, rue Casimir-Delavigne)
- 1970 :  Les Choses de la vie de Claude Sautet (rue de Sèvres)
- 1972 : Le Dernier Tango à Paris de  Bernardo Bertolucci
- 1973 : Les Aventures de Rabbi Jacob de Gérard Oury
- 1975 : Le Vieux Fusil de Robert Enrico (La Closerie des Lilas)
- 1975 : L'Incorrigible, de  Philippe de Broca (rue Vavin)
- 1975 : Le Téléphone rose d'Édouard Molinaro (rue des Beaux-Arts)
- 1976 : Le Locataire de Roman Polanski[20] (jardin du Luxembourg)
- 1980 : Le Coup du parapluie de Gérard Oury (place de l'Odéon)
- 1983 : Le Battant de Robin Davis (rue de Sèvres, hôtel Lutetia)[63]
- 1984 : La Septième Cible de Claude Pinoteau[51]
- 1984 : P'tit Con de Gérard Lauzier[56] (place Saint-Sulpice)
- 1985 : Parking de Jacques Demy
- 1985 : Rendez-vous (film, 1985) d'André Téchiné (pont des Arts, place Saint-Sulpice)
- 1987 : Le Solitaire de Jacques Deray[25]
- 1988 : La Petite Voleuse de Claude Miller[64]
- 1990 : La Discrète de Christian Vincent
- 1993 : L'Arbre, le Maire et la Médiathèque  d'Éric Rohmer (église Saint-Germain-des-Prés, place Saint-Germain-des-Prés, brasserie Lipp, boulevard Saint-Germain)
- 1993 :  Le Temps de l'innocence de Martin Scorsese
- 1996 : Bernie d'Albert Dupontel (rue de Rennes)
- 1997 : Post coïtum animal triste de Brigitte Roüan[65]
- 1997 : La Vérité si je mens ! de Thomas Gilou (rue Mayet)
- 1999 : Rien sur Robert de Pascal Bonitzer (boulevard Saint-Michel)
- 1999 : La Bûche de Danièle Thompson
- 2000 : Ça ira mieux demain de Jeanne Labrune[26]
- 2000 : Les Glaneurs et la Glaneuse d'Agnès Varda[27]
- 2001 : Tanguy d'Étienne Chatiliez
- 2003 : Bon Voyage de Jean-Paul Rappeneau[28]
- 2004 : La confiance règne d'Étienne Chatiliez[29]
- 2004 : Comme une image d'Agnès Jaoui[46]
- 2006 : Fauteuils d'orchestre de Danièle Thompson
- 2006 : Jardins en automne d'Otar Iosseliani (Fontaine Médicis, jardin du Luxembourg)
- 2006 : OSS 117 : Le Caire, nid d'espions de Michel Hazanavicius (Hall de l'Université Paris II, 92 rue d'Assas)
- 2007 : Cartel des Anges court métrage de Pascal Duthuin
- 2009 : Julie et Julia de Nora Ephron
- 2010 : The Tourist de Florian Henckel von Donnersmarck
- 2010 : From Paris with Love de Pierre Morel
- 2011 : Switch de Frédéric Schoendoerffer (rue de Rennes)
- 2011 : L'amour dure trois ans de Frédéric Beigbeder[33]
- 2012 : Maman d'Alexandra Leclère[60]
- 2013 : Paris à tout prix de Reem Kherici
- 2014 : L'Ex de ma vie de Dorothée Sebbagh[37]
- 2015 : Le Grand Jeu de Nicolas Pariser (Gibert Joseph, boulevard Saint-Michel)[38]
- 2016 : Cézanne et moi de Danièle Thompson[61] (restaurant Polidor rue Monsieur-le-Prince, rue Mazarine)
- 2017 : Paris, etc. (série télévisée, épisode La Rentrée des classes) de Zabou Breitman (boulevard du Montparnasse)[41]
- 2017 : Paris, etc. (série télévisée), saison 1, épisode 2 Perte de repères, de Zabou Breitman (rue de l'Abbé-Grégoire)[42]
- 2017 : Daddy Cool de Maxime Govare (avenue de l'Observatoire, rue d'Assas)
- 2018 : L'école est finie d'Anne Depétrini (rue Bréa, boulevard Raspail, place Pierre-Lafue, Lycée Montaigne, rue Auguste Comte)

## 7earrondissementde Paris
- 1949 : L'Homme de la tour Eiffel de Burgess Meredith[6]
- 1957 :Les Lavandières du Portugal de Pierre Gaspard-Huit (Champ-de-Mars, tour Eiffel)
- 1958 : Cette nuit-là de Maurice Cazeneuve (rue Fabert (Paris), place des Invalides, station de métro Varenne, boulevard des Invalides (Paris))
- 1959 : 125, rue Montmartre de Gilles Grangier (avenue Rapp, quai Branly, avenue Bosquet, pont de l'Alma, quai d'Orsay, port du Gros-Caillou)
- 1963 : Charade de Stanley Donen
- 1963 : Judex de Georges Franju (avenue Rapp)
- 1964 : Le Corniaud de Gérard Oury
- 1964 : Les Pas perdus est un film de Jacques Robin (Avenue de Tourville)
- 1965 : Compartiment tueurs de Costa-Gavras[11] (quai d'Orsay, boulevard Gouvion-Saint-Cyr, rue Pierre-Demours, pont d'Iéna, port de La Bourdonnais)
- 1965 : Belphégor ou le Fantôme du Louvre (série télévisée) de Claude Barma[12] (tour Eiffel, Champ-de-Mars)
- 1966 : La Bourse et la Vie de Jean-Pierre Mocky
- 1966 : Paris brûle-t-il ? de René Clément (place Henry-de-Montherlant, hôtel de Matignon, rue de Varenne, tour Eiffel, Champ-de-Mars, hôtel des Invalides, musée de l'Armée, rue de Grenelle, palais Bourbon, rue de l'Université, pont Alexandre-III)
- 1966 : Tendre Voyou de Jean Becker (tour Eiffel, Champ-de-Mars)
- 1969 : Le Cerveau de Gérard Oury (hôtel des Invalides, avenue de Tourville)[15]
- 1970 : Elle boit pas, elle fume pas, elle drague pas, mais… elle cause ! de Michel Audiard (tour Eiffel, Champ-de-Mars)
- 1971 : Les Deux Anglaises et le Continent de François Truffaut (musée Rodin rue de Varenne)
- 1973 : Moi y'en a vouloir des sous de  Jean Yanne
- 1973 : Le Silencieux de Claude Pinoteau[18]
- 1975 : Opération Lady Marlène de Robert Lamoureux
- 1975 : Flic Story de Jacques Deray (place de Fontenoy - UNESCO)
- 1975 : L'Incorrigible, de  Philippe de Broca (rue Saint-Dominique)
- 1975 : Section spéciale de Costa-Gavras (square Rapp)
- 1976 : L'Aile ou la Cuisse de Claude Zidi[66]
- 1976 : Monsieur Klein de Joseph Losey[21]
- 1977 : Mort d'un pourri, de Georges Lautner[23]
- 1978 : La Carapate de Gérard Oury
- 1981 : Les Uns et les Autres de Claude Lelouch[67]
- 1982 : Les Sous-doués en vacances de Claude Zidi (tour Eiffel, Champ-de-Mars)
- 1982 :  Les P'tites Têtes de Bernard Ménez (place Joffre)[68]
- 1985 : Dangereusement vôtre de la série des James Bond de John Glen
- 1986 : Les Frères Pétard de Hervé Palud (tour Eiffel, Champ-de-Mars)
- 1987 : Le Miraculé de Jean-Pierre Mocky[69]
- 1991 : L'Opération Corned Beef de Jean-Marie Poiré
- 1991 : La Totale ! de Claude Zidi (quai Anatole-France)
- 1993 : L'Arbre, le Maire et la Médiathèque (place de Fontenoy - UNESCO)
- 1994 : La Vengeance d'une blonde de Jeannot Szwarc
- 1996 : Hommes, femmes : mode d'emploi de Claude Lelouch (tour Eiffel, Champ-de-Mars)
- 1997 : Rien ne va plus de Claude Chabrol
- 1998 : Ronin de John Frankenheimer
- 1999 : La Neuvième Porte (The Ninth Gate) de Roman Polanski
- 2000 : Les Glaneurs et la Glaneuse d'Agnès Varda[27]
- 2001 : La Tour Montparnasse infernale de Charles Nemes (Champ-de-Mars)
- 2002 : Deux Ans après d'Agnès Varda[47]
- 2002 : Monsieur Batignole de Gérard Jugnot[70]
- 2002 : Femme fatale de Brian De Palma[71]
- 2004 : Rois et Reine d'Arnaud Desplechin (boulevard Saint-Germain)
- 2004 : La confiance règne d'Étienne Chatiliez[29]
- 2004 : Un long dimanche de fiançailles de Jean-Pierre Jeunet (musée d'Orsay, 62 rue de Lille)[72]
- 2005 : Angel-A de Luc Besson
- 2005 : La Moustache d'Emmanuel Carrère (avenue de La Motte-Picquet)
- 2005 :  Le Courage d'aimer de Claude Lelouch (tour Eiffel, Champ-de-Mars)
- 2006 : Camping de Fabien Onteniente[73]
- 2007 : Les Vacances de Mr Bean de Steve Bendelack (tour Eiffel, Champ-de-Mars)
- 2009 : Adieu de Gaulle, adieu de Laurent Herbiet
- 2009 : Micmacs à tire-larigot de Jean-Pierre Jeunet[31] (esplanade du Musée-d'Orsay)
- 2009 : Chéri de Stephen Frears (pont de la Concorde)[32]
- 2010 : From Paris with Love de Pierre Morel
- 2010 : Inception de Christopher Nolan
- 2010 : Les Petits Mouchoirs, de Guillaume Canet (place de la Résistance)[52]
- 2011 : Bienvenue à Monte-Carlo de Thomas Bezucha (quai d'Orsay, pont Alexandre-III, place Jacques-Rueff, tour Eiffel)[34]
- 2012 : Les Saveurs du palais de Christian Vincent
- 2012 : Stars 80 de Frédéric Forestier et Thomas Langmann[74]
- 2012 : De l'autre côté du périph de David Charhon (hôtel d'Avaray au 85 rue de Grenelle)[35]
- 2013 : Paris à tout prix de Reem Kherici
- 2013 : La Cage dorée de Ruben Alves (tour Eiffel, Champ-de-Mars, place du Président-Mithouard, avenue Duquesne)
- 2013 : La Fille du 14 juillet d'Antonin Peretjatko (quai Anatole-France)
- 2013 : Amour et Turbulences d'Alexandre Castagnetti (Champ-de-Mars, musée d'Orsay, rue de Lille)
- 2014 : Supercondriaque de Dany Boon
- 2015 : Le Bureau des légendes (série télévisée) d'Éric Rochant (École militaire)
- 2015 : Belles Familles de Jean-Paul Rappeneau (Commissariat de police)
- 2015 : Un peu, beaucoup, aveuglément de Clovis Cornillac[39]
- 2015 : Nos femmes de Richard Berry[75]
- 2017 : Raid dingue de Dany Boon
- 2017 : Mission impossible : Fallout de Christopher McQuarrie
- 2017 : Paris, etc. (série télévisée) de Zabou Breitman[76]
- 2017 : Marie-Francine de Valérie Lemercier (avenue de Suffren)
- 2018 : Baron noir (série télévisée), saison 2, épisode 1 Twins de Ziad Doueiri[43]
- 2018 : L'école est finie d'Anne Depétrini (boulevard Raspail)
- 2021 : Eiffel, film de Martin Bourboulon
- 2023 : Les Trois Mousquetaires : D'Artagnan de Martin Bourboulon (hôtel des Invalides)
- 2023 : Les Trois Mousquetaires : Milady de Martin Bourboulon (hôtel des Invalides)

## 8earrondissementde Paris
- 1936 : Le Roman d'un tricheur de Sacha Guitry (rue Royale)
- 1947 : Copie conforme de Jean Dréville (rue Royale)
- 1947 : Antoine et Antoinette de Jacques Becker
- 1949 : Rendez-vous de juillet de Jacques Becker (place de la Concorde)
- 1949 : L'Homme de la tour Eiffel de Burgess Meredith[6]
- 1950 : Le Château de verre de René Clément (rue Royale)
- 1951 : Paris est toujours Paris de Luciano Emmer (rue Royale)
- 1951 : Identité judiciaire de Hervé Bromberger[7]
- 1951 : Adhémar ou le Jouet de la fatalité de Fernandel (place de la Concorde)
- 1952 : La Fête à Henriette de Julien Duvivier (rue Royale)
- 1952 : Moulin Rouge de John Huston (rue Royale)
- 1957 : Donnez-moi ma chance de Léonide Moguy (rue Royale)
- 1958 : Cette nuit-là de Maurice Cazeneuve (port des Champs-Élysées)
- 1958 : Gigi de Vincente Minnelli (rue Royale)
- 1958 : Bonjour tristesse d'Otto Preminger (rue Royale)
- 1959 : 125, rue Montmartre de Gilles Grangier (pont de l'Alma, avenue Bosquet, avenue Rapp)
- 1959 : Signé Arsène Lupin d'Yves Robert (rue Rembrandt, rue Murillo)
- 1961 : Tout l'or du monde de René Clair (place de la Concorde).
- 1961 : Le cave se rebiffe de Gilles Grangier (hôtel Napoléon, 40 avenue de Friedland)
- 1961 : La Bride sur le cou de Jean Aurel (avenue des Champs-Élysées)
- 1963 : Charade de Stanley Donen
- 1963 : Un drôle de paroissien de Jean-Pierre Mocky (église de la Madeleine)
- 1964 : Fantômas d'André Hunebelle (place de la Concorde, avenue des Champs-Élysées, Galerie Élysées-La-Boétie
- 1964 : Patate de Robert Thomas place de Rio-de-Janeiro, avenue Ruysdaël, hôtel Salomon de Rothschild, rue Balzac
- 1964 : Les Baisers : Baiser de Judas de Bertrand Tavernier (avenue de Wagram)[10]
- 1964 : Les Baisers : Cher baiser de Charles Bitsch (avenue des Champs-Élysées)[10]
- 1964 : Le Corniaud de Gérard Oury (rue Royale)
- 1964 : L'Âge ingrat de Gilles Grangier[55]
- 1964 : Les Pas perdus est un film de Jacques Robin (gare Saint-Lazare, rue du rocher, Place de la Concorde, Place de l'Europe)
- 1964 : Comment épouser un Premier ministre de Michel Boisrond (rue Royale)
- 1965 : Quand passent les faisans d'Édouard Molinaro (avenue George V)
- 1966 : Le Jardinier d'Argenteuil de Jean-Paul Le Chanois[77] (gare Saint-Lazare, place Gabriel-Péri, rue d'Amsterdam)
- 1966 : Tendre Voyou de Jean Becker (Arc de triomphe, place de l'Étoile, avenue des Champs-Élysées)
- 1965 : Le Gendarme à New York de Jean Girault
- 1965 : Compartiment tueurs de Costa-Gavras[11] (rue Bernoulli)
- 1966 : La Grande Vadrouille de Gérard Oury[13]
- 1966 : Paris brûle-t-il ? de René Clément (Cinéma Cineac-Ternes, rue du Faubourg-Saint-Honoré, avenue de Marigny, avenue Winston-Churchill, place de la Concorde)
- 1966 : Le Grand Restaurant de Jacques Besnard
- 1966 : Safari diamants de Michel Drach (rue Royale)
- 1966 : La Bourse et la Vie de Jean-Pierre Mocky
- 1967 : La Nuit des généraux d'Anatole Litvak (rue Royale)
- 1968 : L'Homme du Picardie, feuilleton télévisé de Jacques Ertaud (pont de l'Alma)[14]
- 1969 : Le Cerveau de Gérard Oury (place de la Concorde, avenue des Champs-Élysées)[15]
- 1972 : L'aventure c'est l'aventure de Claude Lelouch (rue Royale)
- 1972 : Un flic, de Jean-Pierre Melville (rue Jean-Mermoz, Rond-point des Champs-Élysées, avenue des Champs-Élysées, avenue de Friedland, rue Washington, rue de Tilsitt)
- 1973 : La Bonne Année de Claude Lelouch (Magasin Hédiard, place de la Madeleine)
- 1973 : Le Silencieux de Claude Pinoteau[18]
- 1973 : L'Héritier de Philippe Labro (rue Royale)
- 1975 : Quand la ville s'éveille de Pierre Grasset
- 1975 : Le Téléphone rose d'Édouard Molinaro (hôtel George-V, avenue George-V)
- 1975 : Peur sur la ville de Henri Verneuil (rue Royale)
- 1975 : L'Incorrigible, de  Philippe de Broca (place de la Concorde, hôtel Prince de Galles, avenue George-V
- 1975 : Opération Lady Marlène de Robert Lamoureux
- 1975 : Section spéciale de Costa-Gavras (parc Monceau, boulevard de Courcelles, place de l'Europe)
- 1976 : L'Aile ou la Cuisse de Claude Zidi[66] (rue Royale, Maxim's)
- 1976 : Monsieur Klein de Joseph Losey[21]
- 1976 : Le Bon et les Méchants de Claude Lelouch[78]
- 1977 : L'Homme pressé d'Édouard Molinaro (hôtel George-V, 31 avenue George-V, palais de l'Élysée, 55 rue du Faubourg-Saint-Honoré)
- 1977 : Armaguedon d'Alain Jessua[22]
- 1977 : Mort d'un pourri, de Georges Lautner[23]
- 1978 : La Carapate de Gérard Oury
- 1979 : Les Bronzés font du ski de Patrice Leconte (gare Saint-Lazare)
- 1980 : Le Coup du parapluie de Gérard Oury (rue Royale)
- 1980 : Trois Hommes à abattre de Jacques Deray (avenue des Champs-Élysées, hôtel George-V, avenue George-V, gare de Paris-Saint-Lazare, rue d'Amsterdam)
- 1981 : Viens chez moi, j'habite chez une copine de Patrice Leconte
- 1981 : Diva de Jean-Jacques Beineix
- 1982 : Les Sous-doués en vacances de Claude Zidi (Arc de triomphe, place de l'Étoile, avenue des Champs-Élysées)
- 1982 : La Passante du Sans-Souci de Jacques Rouffio[79]
- 1982 : Le père Noël est une ordure de Jean-Marie Poiré (boulevard Malesherbes)
- 1983 : Papy fait de la résistance de Jean-Marie Poiré
- 1983 : Le Battant de Robin Davis (Crazy Horse, avenue des Champs-Élysées, boulevard de Courcelles)[63]
- 1983 : Les Enquêtes du commissaire Maigret, saison 18, épisode 4 : un Noël de Maigret de Jean-Paul Sassy (rue Royale)
- 1984 : P'tit Con de Gérard Lauzier[56] (place de Rio-de-Janeiro)
- 1984 : La Smala de Jean-Loup Hubert (avenue des Champs-Élysées)
- 1985 : Parking de Jacques Demy
- 1985 : Le Pactole de Jean-Pierre Mocky (rue Royale)
- 1987 : Le Solitaire de Jacques Deray[25] (rue Royale)
- 1984 : La Vengeance du serpent à plumes de Gérard Oury (rue François-Ier, avenue George-V, rue Pierre-Charron)
- 1989 : Valmont de Miloš Forman (musée Nissim-de-Camondo, rue de Monceau)
- 1990 : Docteur Petiot de Christian de Chalonge (rue Murillo, rotonde du parc Monceau, boulevard de Courcelles)
- 1991 : L'Opération Corned Beef de Jean-Marie Poiré
- 1991 : La Totale ! de Claude Zidi (avenue Hoche, rue Arsène-Houssaye)
- 1992 : La Belle Histoire de Claude Lelouch (22 rue Bayard)
- 1994 : Grosse Fatigue de Michel Blanc  (avenue des Champs-Élysées)
- 1996 : Mon homme de Bertrand Blier (rue Marbeuf)
- 1996 : Hommes, femmes : mode d'emploi de Claude Lelouch (Arc de Triomphe, place Charles de Gaulle Étoile, hôtel de Crillon, place de la Concorde)
- 1997 : Post coïtum animal triste de Brigitte Roüan[65]
- 1998 : Cantique de la racaille de Vincent Ravalec (gare Saint-Lazare, place de l'Europe)
- 2000 : La Fidélité d'Andrzej Żuławski (le 16 avenue Matignon, le 168 boulevard Haussmann)[45]
- 2001 : La Tour Montparnasse infernale de Charles Nemes (avenue des Champs-Élysées)
- 2002 : Femme fatale de Brian De Palma[71]
- 2002 : And Now... Ladies and Gentlemen de Claude Lelouch (avenue Montaigne
- 2002 : La Vengeance de Monte Cristo de Kevin Reynolds (musée Jacquemart-André, boulevard Haussmann)
- 2002 : Le Boulet d'Alain Berberian (place de la Concorde, avenue des Champs-Élysées, rue Jean-Goujon, place François-Ier, rue Bayard, avenue Marceau)
- 2002 : Monsieur Batignole de Gérard Jugnot[70]
- 2003 : Bon Voyage de Jean-Paul Rappeneau[28]
- 2003 : Ni pour ni contre (bien au contraire) de Cédric Klapisch (avenue des Champs-Élysées, place Charles-de-Gaulle)
- 2004 : Vipère au poing de  Philippe de Broca (hôtel Nissim de Camondo, 63 rue de Monceau)
- 2004 : La confiance règne d'Étienne Chatiliez[29] (rue Royale)
- 2005 : Le Petit Lieutenant de Xavier Beauvois(cathédrale Saint-Alexandre-Nevsky de Paris rue Daru)
- 2005 :  Le Courage d'aimer de Claude Lelouch (George V (métro de Paris), avenue des Champs-Élysées, pont Alexandre-III)
- 2006 : Fauteuils d'orchestre de Danièle Thompson
- 2007 : La Vie d'artiste de Marc Fitoussi[30]
- 2007 : Dialogue avec mon jardinier de Jean Becker
- 2007 : Anna M. de Michel Spinosa (place de la Madeleine, église de la Madeleine)
- 2007 : Un baiser, s'il vous plaît !  d'Emmanuel Mouret (parc Monceau, boulevard de Courcelles)
- 2008 : Agathe Cléry d'Étienne Chatiliez
- 2009 : Le Concert de Radu Mihaileanu
- 2009 : Micmacs à tire-larigot de Jean-Pierre Jeunet[31] (place de l'Europe - Simone Veil)
- 2009 : Transformers 2 : La Revanche de Michael Bay
- 2009 : Chéri de Stephen Frears[32] (restaurant Maxim's au 3 rue Royale, Grand Palais sur l'avenue Winston-Churchill)
- 2009 : Neuilly sa mère ! de Gabriel Julien-Laferrière (hôtel Fouquet's Barrière, 46 avenue George-V)
- 2009 : Eden à l'ouest de Costa-Gavras (Concorde (métro de Paris) (place Charles-de-Gaulle, avenue des Champs-Élysées, Lido (cabaret)
- 2010 : From Paris with Love de Pierre Morel
- 2010 au cinéma : Les Aventures extraordinaires d'Adèle Blanc-Sec de Luc Besson
- 2010 : Au-delà de Clint Eastwood
- 2010 : Les Petits Mouchoirsde Guillaume Canet[52]
- 2010 : L'Arnacœur de Pascal Chaumeil (hôtel Drouot-Montaigne)
- 2011 : Les Femmes du 6e étage de Philippe Le Guay
- 2011 : La Délicatesse de Stéphane Foenkinos et David Foenkinos[80] (théâtre des Champs-Élysées, avenue Montaigne)
- 2011 : Bienvenue à Monte-Carlo de Thomas Bezucha (place Charles-de-Gaulle, avenue de Friedland, avenue des Champs-Élysées, avenue Marceau)[34]
- 2011 : L'Exercice de l'État de Pierre Schoeller
- 2012 : Des gens qui s'embrassent de Danièle Thompson (rue Royale)
- 2012 : Comme un chef de Daniel Cohen[53]
- 2012 : La Cerise sur le gâteau de Laura Morante (rue Royale)
- 2012 : Les Saveurs du palais de Christian Vincent
- 2012 : Dix Jours en or de Nicolas Brossette[81]
- 2012 : Quand je serai petit de Jean-Paul Rouve (rue du Faubourg-Saint-Honoré)
- 2012 : La Grande Boucle de Laurent Tuel
- 2013 : Paris à tout prix de Reem Kherici
- 2013 : Nicolas Le Floch, épisode Le Crime de l’hôtel Saint-Florentin (série télévisée) de Jean-François Parot
- 2013 : Jeune et Jolie de François Ozon[36]
- 2013 : La Cage dorée de Ruben Alves (Arc de Triomphe, place Charles de Gaulle-Étoile)
- 2013 : La Fille du 14 juillet d'Antonin Peretjatko (place de la Concorde, place Charles-de-Gaulle, avenue des Champs-Élysées)
- 2013 : Les Gamins d'Anthony Marciano (port des Champs-Élysées, cours la Reine)
- 2014 : United Passions : La Légende du football de Frédéric Auburtin
- 2014 : Jamais le premier soir de Mélissa Drigeard
- 2014 : Lucy de Luc Besson (rue Royale)
- 2014 : L'Ex de ma vie de Dorothée Sebbagh[37]
- 2015 : Un peu, beaucoup, aveuglément de Clovis Cornillac[39]
- 2015 : Lolo de Julie Delpy[48]
- 2015 : Les Souvenirs de Jean-Paul Rouve[82] (rue du Faubourg-Saint-Honoré
- 2015 : Jamais de la vie de Pierre Jolivet (rue Royale)
- 2015 : Nos femmes de Richard Berry[75]
- 2016 : Planétarium de Rebecca Zlotowski (rue Royale)
- 2017 : Raid dingue de Dany Boon
- 2017 : Daddy Cool de Maxime Govare (port de la Concorde)
- 2017 : Sage Femme de Martin Provost[62] (avenue des Champs-Élysées, avenue de Chateaubriand, rue Washington)
- 2017 : Le Sens de la fête d'Olivier Nakache et Éric Toledano (rue Royale)
- 2018 : Le 15 h 17 pour Paris de Clint Eastwood
- 2019 : Anna de Luc Besson
- 2022 : L'Homme de nos vies mini-série de Frédéric Berthe (avenue de Friedland, rotonde du parc Monceau, boulevard de Courcelles)

## 9earrondissementde Paris
- 1951 : Identité judiciaire de Hervé Bromberger[7]
- 1959 : Les Quatre Cents Coups de François Truffaut[83]
- 1962 : Arsène Lupin contre Arsène Lupin d'Édouard Molinaro (salle des ventes de l'hôtel Drouot, rue Drouot)
- 1966 : La Grande Vadrouille de Gérard Oury (L'Opéra Garnier)[13]
- 1966 : Le Jardinier d'Argenteuil de Jean-Paul Le Chanois[77] (place Adolphe-Max, place d'Estienne-d'Orves)
- 1967 : Les Grandes Vacances de Jean Girault
- 1970 : Elle boit pas, elle fume pas, elle drague pas, mais… elle cause ! de Michel Audiard (rue Scribe)
- 1972 : Un flic, de Jean-Pierre Melville (rue de Provence, place Pigalle)
- 1972 : Le Grand Blond avec une chaussure noire d'Yves Robert (square Montholon, rue Pierre-Semard)
- 1972 : Le Dernier Tango à Paris de  Bernardo Bertolucci
- 1974 : Un nuage entre les dents de Marco Pico (rue Pierre-Fontaine)
- 1976 : Monsieur Klein de Joseph Losey[21]
- 1976 : Le Bon et les Méchants de Claude Lelouch[78]
- 1976 : Le Locataire de Roman Polanski[20] (rue La Bruyère)
- 1980 : Le Coup du parapluie de Gérard Oury (Magasin Le Printemps, boulevard Haussmann)
- 1981 : Viens chez moi, j'habite chez une copine de Patrice Leconte
- 1982 : Le père Noël est une ordure de Jean-Marie Poiré (magasin Le Printemps, à l'angle du boulevard Haussmann et de la rue du Havre)
- 1982 : La Passante du Sans-Souci de Jacques Rouffio[79]
- 1984 : rue Fontaine, épisode de Paris vu par… vingt ans après, court métrage de Philippe Garrel.
- 1984 : La Vengeance du serpent à plumes de Gérard Oury (rue de la Chaussée-d'Antin)
- 1987 : Le Solitaire de Jacques Deray[25]
- 1990 : Promotion canapé de Didier Kaminka (Magasin Le Printemps, boulevard Haussmann)
- 1991 : La Totale ! de Claude Zidi (Folies Bergère, rue Richer)
- 1996 : Les Deux Papas et la Maman de Jean-Marc Longval et Smaïn (Galeries Lafayette Haussmann, boulevard Haussmann)
- 1996 : Mon homme de Bertrand Blier (passage Jouffroy, rue de la Grange-Batelière)
- 1996 : Hommes, femmes : mode d'emploi de Claude Lelouch (station de métro Opéra, place de l'Opéra, Opéra Garnier)
- 2000 : Ça ira mieux demain de Jeanne Labrune[26]
- 2000 : La Fidélité d'Andrzej Żuławski (boulevard des Capucines)[45]
- 2002 : Le Nouveau Jean-Claude de Didier Tronchet
- 2002 : Femme fatale de Brian De Palma[71]
- 2003 : Sept Ans de mariage de Didier Bourdon
- 2003 : Bon Voyage de Jean-Paul Rappeneau[28]
- 2003 : Une souris verte de Mathias Ledoux (square Moncey)[84]
- 2004 : La confiance règne d'Étienne Chatiliez[29]
- 2004 : Un long dimanche de fiançailles de Jean-Pierre Jeunet (restaurant Bouillon Chartier, 7 rue du Faubourg-Montmartre[72])
- 2004 : Arsène Lupin de Jean-Paul Salomé
- 2004 : Comme une image d'Agnès Jaoui[46]
- 2005 :  Le Courage d'aimer de Claude Lelouch (Galeries Lafayette, boulevard Haussmann)
- 2006 : Les Brigades du Tigre de Jérôme Cornuau
- 2006 : Jardins en automne d'Otar Iosseliani (rue Condorcet, cité Condorcet, rue Turgot)
- 2007 : La Vie d'artiste de Marc Fitoussi[30]
- 2009 : Neuilly sa mère ! de Gabriel Julien-Laferrière (avenue Frochot)
- 2009 : Le Petit Nicolas de Laurent Tirard
- 2009 : Adieu de Gaulle, adieu de Laurent Herbiet
- 2009 : Micmacs à tire-larigot de Jean-Pierre Jeunet[31] (place Blanche)
- 2009 : Eden à l'ouest de Costa-Gavras (Opéra de Paris)
- 2011 : Hugo Cabret de Martin Scorsese
- 2012 : Cloclo de Florent-Emilio Siri
- 2012 : Mais qui a re-tué Pamela Rose ? de Kad Merad et Olivier Baroux (grand hôtel Intercontinental Paris)
- 2012 : Le Prénom d'Alexandre de La Patellière et Matthieu Delaporte (rue Saint-Georges, rue des Martyrs, rue Hippolyte-Lebas, rue Lamartine, rue La Bruyère, boulevard de Clichy, place Blanche)
- 2012 : Stars 80 de Frédéric Forestier et Thomas Langmann[74]

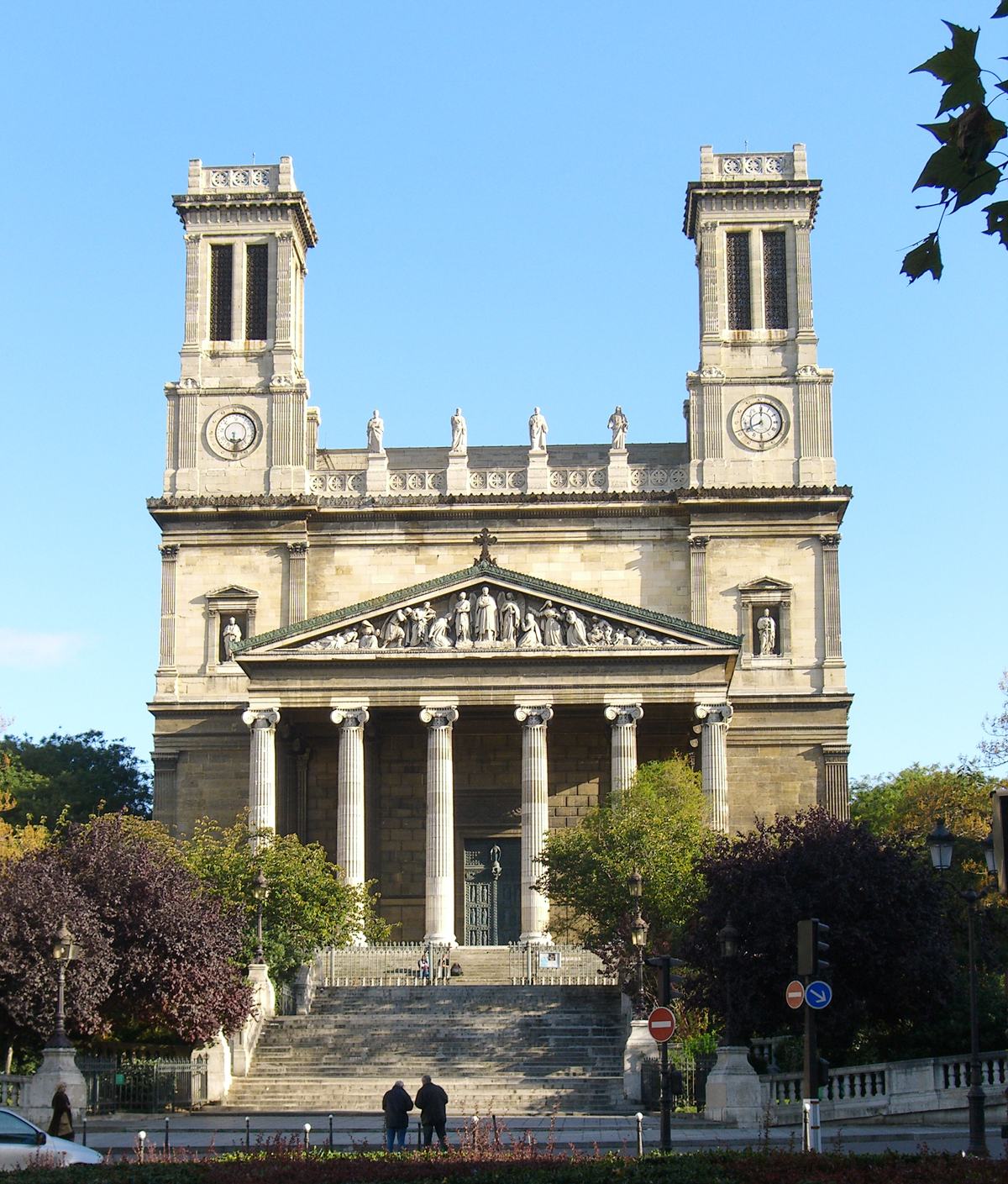
L’église Saint-Vincent-de-Paul.

- 2013 : La Fille du 14 juillet d'Antonin Peretjatko (rue de Maubeuge, rue Pierre-Semard, rue de Bellefond, rue Rochambeau, square Montholon)
- 2014 : Jamais le premier soir de Mélissa Drigeard
- 2014 : L'Ex de ma vie de Dorothée Sebbagh[37]
- 2015 : Bis de Dominique Farrugia
- 2015 : Le Bureau des légendes (série télévisée) d'Éric Rochant (rue La Fayette)
- 2015 : Les Souvenirs de Jean-Paul Rouve[82] (station de métro Pigalle, boulevard de Clichy, avenue Trudaine)
- 2017 : Marie-Francine de Valérie Lemercier (place d'Anvers)
- 2018 : Baron noir (série télévisée), saison 2, épisode 1 Twins de Ziad Doueiri[43]
- 2019 : Jusqu'ici tout va bien de Mohamed Hamidi (Opéra Garnier, place de l'Opéra)

## 10earrondissementde Paris
- 1951 : Identité judiciaire de Hervé Bromberger[7]
- 1954 : L'Air de Paris de Marcel Carné
- 1954 : Crime au concert Mayol de Pierre Méré
- 1961 : Une femme est une femme de Jean-Luc Godard
- 1963 : Un drôle de paroissien de Jean-Pierre Mocky (église Saint-Vincent-de-Paul)
- 1964 : Les Baisers : Baiser de 16 ans de Claude Berri (boulevard de Strasbourg)[10]
- 1964 : Les Baisers : Cher baiser de Charles Bitsch (gare de l'Est, place du 11-Novembre-1918)[10]
- 1964 : Les Pas perdus est un film de Jacques Robin (Porte Saint-Martin)
- 1965 : Fantomas se déchaîne d'André Hunebelle (Caserne Vérines place de la République)
- 1965 : Compartiment tueurs de Costa-Gavras[11] (rue du Faubourg-Saint-Denis)
- 1966 : La Grande Vadrouille de Gérard Oury[13]
- 1966 : Paris brûle-t-il ? de René Clément (porte Saint-Martin)
- 1968 : L'Homme du Picardie, feuilleton télévisé de Jacques Ertaud (gare de Paris-Est)[14]
- 1969 : Le Clan des Siciliens de Henri Verneuil (quai de Jemmapes, rue d'Alsace)[16]
- 1972 : Le Dernier Tango à Paris de  Bernardo Bertolucci
- 1972 : Le Mataf de Serge Leroy (gare du Nord)
- 1973 : Elle court, elle court la banlieue de Gérard Pirès
- 1974 : Il faut vivre dangereusement de Claude Makovski
- 1974 : Le Crime de l'Orient-Express de Sidney Lumet[85]
- 1974 : La Gifle de Claude Pinoteau (gare de Paris-Nord)
- 1974 : Un nuage entre les dents de Marco Pico (hôpital Saint-Louis, place du Docteur-Alfred-Fournier, rue Bichat)
- 1975 : C'est pas parce qu'on a rien à dire qu'il faut fermer sa gueule...... de Jacques Besnard (gare de l'Est)
- 1975 : Lily aime-moi de Maurice Dugowson (gare du Nord, rue de Dunkerque)
- 1976 : Le Locataire de Roman Polanski
- 1977 : Le Gang de  Jacques Deray (gare de l'Est, gare de Paris-Nord)
- 1977 :  Armaguedon d'Alain Jessua[22]
- 1977 : Julia de Fred Zinnemann[86]
- 1978 : L'Argent des autres de Christian de Chalonge (église Saint Vincent de Paul, gare de l'Est)
- 1981 : Diva de Jean-Jacques Beineix
- 1983 : Garçon ! de Claude Sautet (brasserie Flo, 7 cour des Petites-Écuries)
- 1983 : L'Indic de Serge Leroy (rue d'Alsace)
- 1984 : Il était une fois en Amérique de Sergio Leone (gare de Paris-Nord)
- 1985 : Rendez-vous (film, 1985) d'André Téchiné (station de métro fermée Saint-Martin, rue René-Boulanger, boulevard Saint-Martin, théâtre de la Renaissance, Escalier le long de la gare de l'Est, rue d'Alsace)
- 1988 : Frantic de Roman Polanski
- 1990 : Docteur Petiot de Christian de Chalonge (rue La Fayette, rue d'Alsace, Passerelle métallique rue de l'Aqueduc, rue Philippe-de-Girard, gare de l'Est, place du 11-Novembre-1918
- 1993 : Tout ça… pour ça ! de Claude Lelouch (boulevard de Magenta)
- 1994 : Le Péril jeune de Cédric Klapisch[87]
- 1996 : Hommes, femmes : mode d'emploi de Claude Lelouch (Escaliers de la rue d'Alsace)
- 1997 : On connaît la chanson d'Alain Resnais (gare de Paris-Nord, rue de Maubeuge)
- 1999 : La Fille sur le pont de Patrice Leconte (gare de Paris-Est, place du 11-Novembre-1918)
- 2001 : Le Fabuleux Destin d'Amélie Poulain de Jean-Pierre Jeunet (Canal Saint-Martin, gare de Paris-Est, gare de Paris-Nord, Quartier de la Chapelle)[58]
- 2002 : La Mémoire dans la peau de Doug Liman (gare de Paris-Nord)
- 2003 : Le Cœur des hommes de Marc Esposito
- 2004 : La confiance règne d'Étienne Chatiliez[29]
- 2004 : Arsène Lupin de Jean-Paul Salomé
- 2004 : Rois et Reine d'Arnaud Desplechin (gare de Paris-Nord, rue de Paradis)
- 2004 : Comme une image d'Agnès Jaoui[46]
- 2004 : Ocean's Twelve de Steven Soderbergh (gare du Nord, place Napoléon-III)
- 2004 : Qui perd gagne ! de Laurent Bénégui[88]
- 2005 : Le Petit Lieutenant de Xavier Beauvois (Mairie du 10e arrondissement de Paris)
- 2005 : Les Chansons d'amour de Christophe Honoré
- 2005 : La Moustache d'Emmanuel Carrère (rue René-Boulanger, Villa du Lavoir)
- 2006 : C'était pour Élise court-métrage documentaire de Pascal Duthuin (Place de la République)
- 2007 : Un baiser, s'il vous plaît ! d'Emmanuel Mouret (église Saint Vincent de Paul, rue Fénelon)
- 2007 : Les Vacances de Mr Bean de Steve Bendelack (rue de Maubeuge, gare de Paris-Nord)
- 2007 : Darling de Christine Carrière (hôpital Saint-Louis)
- 2008 : Agathe Cléry d'Étienne Chatiliez (gare de Paris-Nord)
- 2008 : Go Fast d'Olivier Van Hoofstadt
- 2008 : Comme les autres de Vincent Garenq (cour de la Grâce-de-Dieu)
- 2009 : Eden à l'ouest de Costa-Gavras (gare de l'Est)
- 2009 : Micmacs à tire-larigot de Jean-Pierre Jeunet[31] (gare de l'Est, place du 11-Novembre-1918)
- 2009 : Neuilly sa mère ! de Gabriel Julien-Laferrière (hôtel Bourrienne, 58 rue d'Hauteville)
- 2010 : Les Aventures extraordinaires d'Adèle Blanc-Sec de Luc Besson
- 2011 : La Délicatesse de Stéphane Foenkinos et David Foenkinos[80]
- 2012 : Le Prénom d'Alexandre de La Patellière et Matthieu Delaporte (gare du Nord, rue de Maubeuge, rue de Dunkerque, boulevard de Denain)
- 2012 : Quand je serai petit de Jean-Paul Rouve (quai de Jemmapes, rue des Écluses-Saint-Martin)
- 2013 : Gare du Nord - Géographie humaine de Claire Simon
- 2014 : Jamais le premier soir de Mélissa Drigeard
- 2015 : Le Bureau des légendes (série télévisée) d'Éric Rochant (rue La Fayette)
- 2015 : Le Grand Jeu de Nicolas Pariser (rue Beaurepaire)[38]
- 2015 : Belles Familles de Jean-Paul Rappeneau (commissariat de police)
- 2017 : Paris, etc. (série télévisée, épisode La Rentrée des classes) de Zabou Breitman (gare de l'Est sur la place du 11-Novembre-1918, le 184 rue Saint-Maur, rue Alibert, rue Bichat)[41]
- 2018 : L'école est finie d'Anne Depétrini (boulevard de Denain)

## 11earrondissementde Paris
- 1958 : Cette nuit-là de Maurice Cazeneuve (Le Balajo rue de Lappe, place de la Bastille, boulevard Richard-Lenoir)
- 1965 : Pleins feux sur Stanislas de Jean-Charles Dudrumet (boulevard Beaumarchais) au siège du journal Le Figaro
- 1971 : Max et les Ferrailleurs de Claude Sautet (métro Avron, rue de Montreuil)
- 1974 : Un nuage entre les dents de Marco Pico (station de métro Filles du Calvaire, boulevard des Filles-du-Calvaire)
- 1976 : Monsieur Klein de Joseph Losey[21]
- 1981 : Viens chez moi, j'habite chez une copine de Patrice Leconte
- 1983 : Tchao Pantin de Claude Berri (rue Desargues, rue de l'Orillon, place de la Bastille, rue de la Roquette, Discothèque Le Gibusrue du Faubourg-du-Temple, rue Jules-Verne, rue Morand)
- 1984 : La Vengeance du serpent à plumes de Gérard Oury (boulevard Richard-Lenoir)
- 1993 : L'Arbre, le Maire et la Médiathèque  d'Éric Rohmer (Passage Beslay, rue Pihet, avenue de la République, avenue Parmentier)
- 1995 : Les Anges gardiens de Jean-Marie Poiré
- 1995 : Before Sunrise de Richard Linklater
- 1996 : Chacun cherche son chat de Cédric Klapisch
- 1997 : La Vérité si je mens ! de Thomas Gilou (rue Godefroy-Cavaignac)
- 1998 : Secret défense de Jacques Rivette[57]
- 2002 : Tais-toi ! de Francis Veber
- 2003 : Les Clefs de bagnole de Laurent Baffie
- 2003 : Laisse tes mains sur mes hanches de Chantal Lauby
- 2004 : Une vie à t'attendre de Thierry Klifa
- 2004 : Comme une image d'Agnès Jaoui[46]
- 2006 : OSS 117 : Le Caire, nid d'espions de Michel Hazanavicius (Auberge, 106 rue de la Folie-Méricourt)
- 2010 : Les Petits Mouchoirsde Guillaume Canet[52]
- 2011 : La Délicatesse de Stéphane Foenkinos et David Foenkinos[80]
- 2015 : Un début prometteur d'Emma Luchini (rue des Immeubles-Industriels, boulevard Voltaire)
- 2017 : Paris, etc. (série télévisée) de Zabou Breitman[89]
- 2019 : Jusqu'ici tout va bien de Mohamed Hamidi (rue Jean-Macé)

## 12earrondissementde Paris
- 1951 : Adhémar ou le Jouet de la fatalité de Fernandel (gare de Lyon, place Louis-Armand)
- 1951 : Identité judiciaire de Hervé Bromberger[7]
- 1955 : Les Diaboliques de Henri-Georges Clouzot[90]
- 1958 : Cette nuit-là de Maurice Cazeneuve (gare de Paris-Bastille)
- 1964 : Mata Hari, agent H 21 de Jean-Louis Richard[91] (rue de Reuilly)
- 1965 : Compartiment tueurs de Costa-Gavras[11] (gare de Lyon)
- 1966 : La Grande Vadrouille de Gérard Oury[13]
- 1966 : Paris brûle-t-il ? de René Clément (station de métro Bel-Air, rue de Lyon (Paris))
- 1972 : Le Dernier Tango à Paris de  Bernardo Bertolucci
- 1975 : Flic Story de Jacques Deray (rue Gasnier-Guy, zoo de Vincennes, avenue de Saint-Maurice)
- 1976 : Calmos de Bertrand Blier (gare de Lyon, place Louis-Armand)
- 1976 : Monsieur Klein de Joseph Losey[21]
- 1978 : Une histoire simple de Claude Sautet
- 1981 : Viens chez moi, j'habite chez une copine de Patrice Leconte
- 1981 : Le Maître d'école de Claude Berri (rue d'Aligre)
- 1982 : Le père Noël est une ordure de Jean-Marie Poiré (rue Antoine-Vollon, zoo de Vincennes, avenue de Saint-Maurice)
- 1982 :  Les P'tites Têtes de Bernard Ménez  (gare de Lyon, place Louis-Armand)[68]
- 1984 : La Vengeance du serpent à plumes de Gérard Oury (gare de Lyon, place Louis-Armand)
- 1985 : Parking de Jacques Demy
- 1986 : Les Frères Pétard de Hervé Palud (pont de Bercy, port de la Rapée, palais omnisports de Paris-Bercy, boulevard de Bercy)
- 1990 : Nikita de Luc Besson (Le Train bleu)
- 1990 : Docteur Petiot de Christian de Chalonge (rue Baron-Le-Roy, cour du Levant)
- 1994 : Le Péril jeune de Cédric Klapisch[87]
- 1995 : French Kiss de Lawrence Kasdan (gare de Lyon)
- 1998 : Place Vendôme de Nicole Garcia
- 1998 : Secret défense de Jacques Rivette[57]
- 1999 : La Fille sur le pont de Patrice Leconte (gare de Lyon, place Louis-Armand)
- 2000 : Les Glaneurs et la Glaneuse d'Agnès Varda[27]
- 2001 : Oui, mais… d'Yves Lavandier[92]
- 2001 : Le Fabuleux Destin d'Amélie Poulain de Jean-Pierre Jeunet[58]  (gare de Lyon)
- 2002 : Les Glaneurs et la Glaneuse, Deux ans après d'Agnès Varda[47]
- 2003 : Filles uniques de Pierre Jolivet
- 2003 : Après vous de Pierre Salvadori (rue Chaligny)
- 2003 : Le Cœur des hommes de Marc Esposito
- 2004 : Rois et Reine d'Arnaud Desplechin (gare de Lyon)
- 2004 : Le Cou de la girafe de Safy Nebbou[93]
- 2005 : Le Petit Lieutenant de Xavier Beauvois
- 2005 : Je préfère qu'on reste amis... d'Olivier Nakache (rue de Bercy)
- 2005 : Anthony Zimmer de Jérôme Salle (Le Train bleu)
- 2007 : Les Vacances de Mr Bean de Steve Bendelack (gare de Lyon, place Louis-Armand, place Henri-Frenay)
- 2007 : La Vie d'artiste de Marc Fitoussi[30]
- 2009 : Micmacs à tire-larigot de Jean-Pierre Jeunet[31] (Le Train bleu, gare de Lyon, place Louis-Armand)
- 2010 : Les Petits Mouchoirs de Guillaume Canet[52]
- 2011 : Bienvenue à Monte-Carlo de Thomas Bezucha (escalier du restaurant Le Train bleu, gare de Lyon, place Louis-Armand)[34]
- 2012 : Le Prénom d'Alexandre de La Patellière et Matthieu Delaporte (boulevard Soult)
- 2012 : Maman d'Alexandra Leclère[60]
- 2013 : Paris à tout prix de Reem Kherici
- 2014 : L'Ex de ma vie de Dorothée Sebbagh[37]
- 2014 : Les Souvenirs de Jean-Paul Rouve[82] (cours de Vincennes)
- 2017 : Paris, etc. (série télévisée) de Zabou Breitman[94]
- 2017 : Daddy Cool de Maxime Govare (rue Traversière)
- 2018 : Mission impossible : Fallout de Christopher McQuarrie
- 2018 : Amanda de Mikhaël Hers[95]
- 2018 : La balade d'Ivan de Claude Chamis (avenue Daumesnil, place Daumesnil, bois de Vincennes, porte Dorée)

## 13earrondissementde Paris
- 1963 : Le Jour et l'Heure de René Clément (gare d'Austerlitz, quai d'Austerlitz)
- 1964 : Le Train de John Frankenheimer (Docks, la Glacière-Gentilly)
- 1965 : Compartiment tueurs de Costa-Gavras[11] (place de Rungis, rue Bobillot)
- 1965 : Belphégor ou le Fantôme du Louvre (série télévisée) de Claude Barma[12] (rue Gérard)
- 1966 : Paris brûle-t-il ? de René Clément (avenue d'Italie, boulevard Saint-Marcel)
- 1967, Le Samouraï de Jean-Pierre Melville (Gare Massena)
- 1968 : L'Homme du Picardie (feuilleton télévisé) de Jacques Ertaud (port de la Gare, port de Bercy, pont de Bercy, quai d'Austerlitz[14]
- 1970 : Dernier Domicile connu de José Giovanni, avenue d'Italie, passage Boiton, rue de la Butte-aux-Cailles
- 1970 : Du soleil plein les yeux de Michel Boisrond (hôpital de la Salpêtrière, boulevard de l'Hôpital)
- 1972 : Un flic, de Jean-Pierre Melville (gare de Paris-Austerlitz, rue Regnault)
- 1975 : Flic Story de Jacques Deray (rue Watt)
- 1975 : Section spéciale de Costa-Gavras (gare de Paris-Austerlitz, quai d'Austerlitz)
- 1976 : Monsieur Klein de Joseph Losey[21]
- 1978 : Une histoire simple de Claude Sautet (rue Regnault)
- 1978 : L'Argent des autres de Christian de Chalonge (gare d'Austerlitz)
- 1981 : Viens chez moi, j'habite chez une copine de Patrice Leconte (Quartier des Olympiades, rue Nationale)
- 1985 : Parole de flic de José Pinheiro
- 1985 : Rendez-vous (film, 1985) d'André Téchiné (gare de Paris-Austerlitz, quai d'Austerlitz)
- 1987 : Le Solitaire de Jacques Deray[25]
- 1996 : Les Deux Papas et la Maman de Jean-Marc Longval et Smaïn (hôpital de la Salpêtrière, boulevard de l'Hôpital)
- 1998 : Secret défense de Jacques Rivette[57]
- 2001 : Tanguy d'Étienne Chatiliez
- 2004 : La confiance règne d'Étienne Chatiliez[29]
- 2004 : Le Dernier Jour de Rodolphe Marconi
- 2004 : Un long dimanche de fiançailles de Jean-Pierre Jeunet (gare d'Austerlitz[72])
- 2005 : Le Petit Lieutenant de Xavier Beauvois (rue Charles-Fourier)
- 005 : Caché de Michael Haneke (no 49 de la rue Brillat-Savarin, rue des Iris, École nationale de chimie physique et biologie de Paris, rue Pirandello)
- 2006 : Jean-Philippe, de Laurent Tuel (stade Charléty)
- 2009 : Chéri de Stephen Frears (gare d'Austerlitz)[32]
- 2010 : From Paris with Love de Pierre Morel
- 2011 : L'amour dure trois ans de Frédéric Beigbeder[33]
- 2011 : La Délicatesse de Stéphane Foenkinos et David Foenkinos[80]
- 2012 : Les Saveurs du palais de Christian Vincent (gare d'Austerlitz)
- 2012 : Maman d'Alexandra Leclère[60]
- 2012 : Adieu Berthe - l'enterrement de Mémé de Bruno Podalydès[96]
- 2013 : Paris à tout prix de Reem Kherici
- 2011 : La Délicatesse de Stéphane Foenkinos et David Foenkinos[80] (Passage Sigaud, rue Alphand, rue des Cinq-Diamants, avenue de Choisy)
- 2014 : Colt 45 de Fabrice Du Welz et Frédéric Forestier
- 2017 : Paris, etc. (série télévisée, épisode La Rentrée des classes) de Zabou Breitman (école élémentaire Baudricourt au 55 rue Baudricourt, avenue de France, rue Nicole-Reine-Lepaute, dalle des Olympiades de l'avenue d'Ivry)[41]
- 2017 : Paris, etc. (série télévisée), saison 1, épisode 2 Perte de repères, de Zabou Breitman (dalle des Olympiades sur l'avenue d'Ivry, avenue de France, les 8, 10 et 12 de la rue Nicole-Reine-Lepaute)[42]
- 2017 : Marie-Francine de Valérie Lemercier (rue Le Brun, avenue des Gobelins, rue Pirandello)
- 2017 : Daddy Cool de Maxime Govare (avenue Pierre-Mendès-France, pont Charles-de-Gaulle, quai d'Austerlitz)
- 2019 : Made in China de Julien Abraham
- 2021 : Les Deux Alfred de Bruno Podalydès
- 2021 : Les Olympiades de Jacques Audiard

## 14earrondissementde Paris

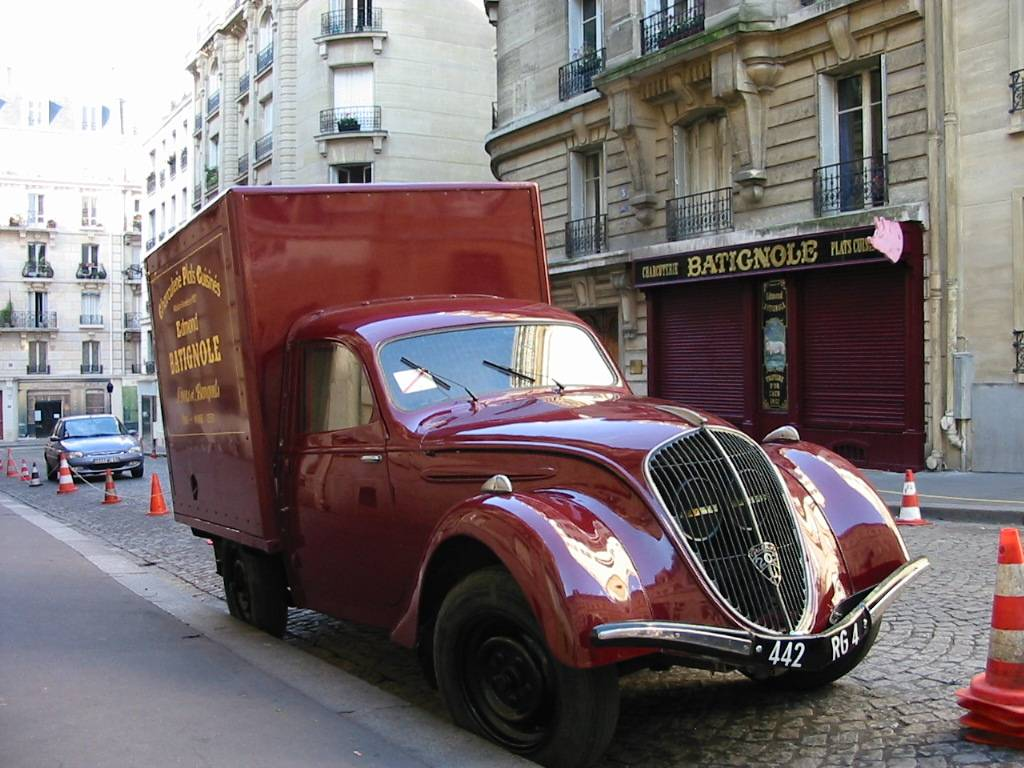
La voiture du film Monsieur Batignole (rue Sivel).

- 1939 : La Règle du jeu de  Jean Renoir
- 1949 : L'Homme de la tour Eiffel de Burgess Meredith[6]
- 1963 : Charade de Stanley Donen
- 1966 : Galia de Georges Lautner
- 1966 : Paris brûle-t-il ? de René Clément
- 1972 : Le Dernier Tango à Paris de  Bernardo Bertolucci
- 1972 : Un flic, de Jean-Pierre Melville (gare Montparnasse)
- 1973 : Le Silencieux de Claude Pinoteau[18]
- 1975 : Flic Story de Jacques Deray (prison de la Santé, rue de la Santé)
- 1975 : Section spéciale de Costa-Gavras (prison de la Santé, rue de la Santé)
- 1975 : L'Incorrigible, de  Philippe de Broca ((prison de la Santé, rue de la Santé)
- 1976 : Monsieur Klein de Joseph Losey[21]
- 1977 :  Armaguedon d'Alain Jessua[22]
- 1977 : Mort d'un pourri, de Georges Lautner[23]
- 1984 : Mesrine d'André Génovès
- 1984 : La Septième Cible de Claude Pinoteau[51]
- 1986 : Les Frères Pétard de Hervé Palud  (rue Pierre-Castagnou)
- 1987 : Le Solitaire de Jacques Deray[25]
- 1992 : Indochine de Régis Wargnier (Maison des étudiants de l'Asie du Sud-Est, boulevard Jourdan)[97]
- 1995 : La Rivière Espérance (série télévisée) de Josée Dayan (hôpital Cochin)
- 1997 : On connaît la chanson d'Alain Resnais (hôpital Cochin, boulevard de Port-Royal)
- 1998 : La Fille sur le pont de Patrice Leconte (Maison des étudiants de l'Asie du Sud-Est, boulevard Jourdan)[98]
- 1999 : Pas de scandale de Benoît Jacquot
- 2000 : Les Glaneurs et la Glaneuse d'Agnès Varda[27]
- 2002 : Les Glaneurs et la Glaneuse, Deux ans après d'Agnès Varda[47]
- 2002 : Monsieur Batignole de Gérard Jugnot (rue Sivel)[70]
- 2003 : Bon Voyage de Jean-Paul Rappeneau[28]
- 2006 : Trois Amis de Michel Boujenah (parc Montsouris)
- 2007 : Roman de gare de Claude Lelouch (Prison de la Santé)
- 2010 : Gainsbourg (vie héroïque) de Joann Sfar
- 2010 : From Paris with Love de Pierre Morel
- 2010 : La Commanderie (série télévisée) de Didier Le Pêcheur (hôpital Cochin)
- 2011 : La Délicatesse de Stéphane Foenkinos et David Foenkinos[80] (rue Brézin, rue Saillard, place Jacques-Demy)
- 2011 : The Lady de Luc Besson (Maison des étudiants de l'Asie du Sud-Est, boulevard Jourdan)[99]
- 2012 : Mais qui a re-tué Pamela Rose ? de Kad Merad et Olivier Baroux (Cité internationale universitaire de Paris)
- 2013 : La Fille du 14 juillet d'Antonin Peretjatko (rue Boulard)
- 2015 : Belles Familles de Jean-Paul Rappeneau (Commissariat de police)
- 2016 : Elle de Paul Verhoeven (prison de la Santé)
- 2017 : Paris, etc. (série télévisée, épisode De l'air) de Zabou Breitman[100]
- 2017 : Marie-Francine de Valérie Lemercier (square de Châtillon)

## 15earrondissementde Paris
| Année     | Titre français                              | Réalisation                 | Lieux, notes                                                         |
| --------- | ------------------------------------------- | --------------------------- | -------------------------------------------------------------------- |
| 1949      | L'Homme de la tour Eiffel                   | Burgess Meredith            | [ 6 ]                                                                |
| 1959      | 125, rue Montmartre                         | Gilles Grangier             | station de métro Bir-Hakeim                                          |
| 1963      | Le Jour et l'Heure                          | René Clément                | sortie de la station de métro Ségur                                  |
| 1963      | Judex                                       | Georges Franju              | place Étienne-Pernet                                                 |
| 1963      | Un drôle de paroissien                      | Jean-Pierre Mocky           | square Adolphe-et-Jean-Chérioux station de métro Vaugirard)          |
| 1965      | Quand passent les faisans                   | Édouard Molinaro            | rue de l'Amiral-Roussin rue de Viroflay                              |
| 1965      | Pleins feux sur Stanislas                   | Jean-Charles Dudrumet       | rue du Docteur-Finlay rue Clodion                                    |
| 1966      | Sale temps pour les mouches                 | Guy Lefranc                 | rue Bouchut rue Saint-Barthélemy place Henri-Queuille                |
| 1966      | Paris brûle-t-il ?                          | René Clément                | rue Émeriau station de métro La Motte-Picquet - Grenelle             |
| 1972      | Le Dernier Tango à Paris                    | Bernardo Bertolucci         |                                                                      |
| 1973      | Moi y'en a vouloir des sous                 | Jean Yanne                  |                                                                      |
| 1974      | Un nuage entre les dents                    | Marco Pico                  | entrée des abattoirs de Vaugirard (rue des Morillons)                |
| 1974-1983 | Les Brigades du Tigre                       | Victor Vicas                | boulevard Victor                                                     |
| 1975      | Lily aime-moi                               | Maurice Dugowson            | rue de la Convention place Geneviève-de-Gaulle-Anthonioz             |
| 1975      | Flic Story                                  | Jacques Deray               | pont de Bir-Hakeim port de Suffren                                   |
| 1975      | Section spéciale                            | Costa-Gavras                | pont de Bir-Hakeim quai de Grenelle                                  |
| 1976      | L'Aile ou la Cuisse                         | Claude Zidi                 | [ 66 ]                                                               |
| 1977      | Armaguedon                                  | Alain Jessua                | [ 22 ]                                                               |
| 1977      | Mort d'un pourri                            | Georges Lautner             | [ 23 ]                                                               |
| 1978      | Une histoire simple                         | Claude Sautet               |                                                                      |
| 1979      | Coup de tête                                | Jean-Jacques Annaud         | café Le Pénalty                                                      |
| 1980      | Trois Hommes à abattre                      | Jacques Deray               | promenade d'Australie port de Suffren)                               |
| 1982      | Tir groupé                                  | Jean-Claude Missiaen        | [ 24 ]                                                               |
| 1982      | La Passante du Sans-Souci                   | Jacques Rouffio             | [ 79 ]                                                               |
| 1983      | Le Battant                                  | Robin Davis                 | rue Pierre-Guérin                                                    |
| 1997      | On connaît la chanson                       | Alain Resnais               | rue Balard rue Modigliani                                            |
| 2000      | Les Glaneurs et la Glaneuse                 | Agnès Varda                 | [ 27 ]                                                               |
| 2001      | La Tour Montparnasse infernale              | Charles Nemes               | tour Montparnasse avenue du Maine                                    |
| 2002      | Les Glaneurs et la Glaneuse, Deux ans après | Agnès Varda                 | [ 47 ]                                                               |
| 2005      | Angel-A                                     | Luc Besson                  |                                                                      |
| 2005      | Le Promeneur du Champ-de-Mars               | Robert Guédiguian           |                                                                      |
| 2006      | Camping                                     | Fabien Onteniente           | [ 73 ]                                                               |
| 2006      | OSS 117 : Le Caire, nid d'espions           | Michel Hazanavicius         |                                                                      |
| 2007      | La Vie d'artiste                            | Marc Fitoussi               | [ 30 ]                                                               |
| 2008      | Agathe Cléry                                | Étienne Chatiliez           |                                                                      |
| 2009      | Micmacs à tire-larigot                      | Jean-Pierre Jeunet          | tramway T3 entre les stations Balard et Desnouettes boulevard Victor |
| 2010      | Au-delà                                     | Clint Eastwood              |                                                                      |
| 2010      | Inception                                   | Christopher Nolan           |                                                                      |
| 2010      | Gainsbourg (vie héroïque)                   | Joann Sfar                  |                                                                      |
| 2011      | Bienvenue à Monte-Carlo                     | Thomas Bezucha              | pont de Bir-Hakeim                                                   |
| 2012      | Chinese Zodiac                              | Jackie Chan                 |                                                                      |
| 2012      | Mais qui a re-tué Pamela Rose ?             | Kad Merad et Olivier Baroux | hôtel Mercure Paris-Suffren tour Eiffel                              |
| 2013      | Les Gamins                                  | Anthony Marciano            | pont de Bir-Hakeim quai de Grenelle                                  |
| 2013      | La Cage dorée                               | Ruben Alves                 | quai de Grenelle pont de Bir-Hakeim rue Vasco-de-Gama)               |
| 2014      | Le beau monde                               | Julie Lopes-Curval          |                                                                      |
| 2014      | 3 Days to Kill                              | McG                         | avenue de Ségur                                                      |
| 2014      | Jamais le premier soir                      | Mélissa Drigeard            |                                                                      |
| 2014      | L'Ex de ma vie                              | Dorothée Sebbagh            | [ 37 ]                                                               |
| 2017      | Marie-Francine                              | Valérie Lemercier           | avenue de La Motte-Picquet rue Dupleix                               |
| 2019      | Jusqu'ici tout va bien                      | Mohamed Hamidi              | rue de Vaugirard rue Leriche                                         |

## 16earrondissementde Paris
- 1945 : Falbalas de Jacques Becker

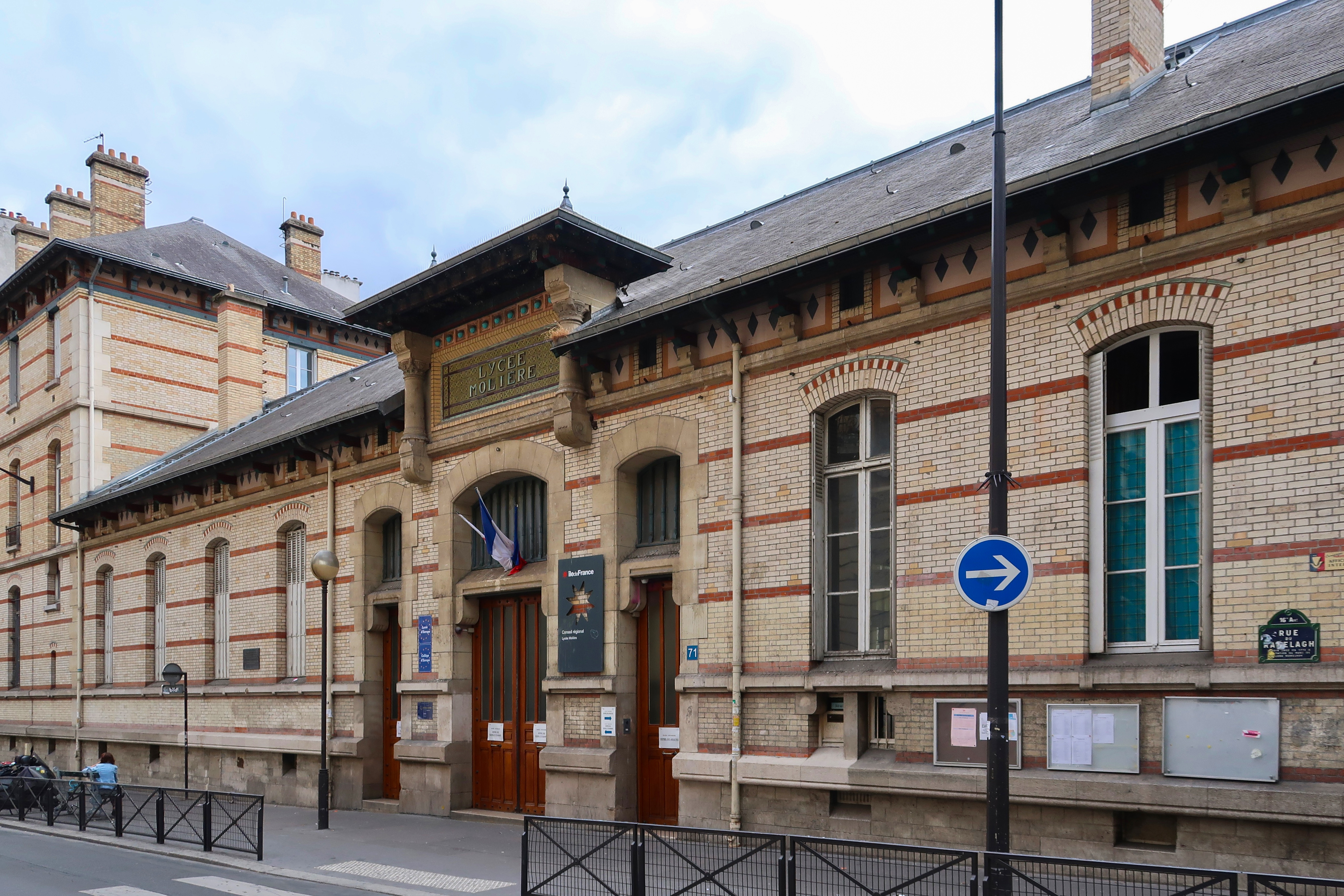
Le lycée Molière, principal lieu de tournage de La Belle Personne.

- 1949 : Rendez-vous de juillet de Jacques Becker (musée de l'Homme)
- 1949 : L'Homme de la tour Eiffel de Burgess Meredith[6]
- 1951 : Identité judiciaire de Hervé Bromberger[7]
- 1957 : L'Homme à l'imperméable de Julien Duvivier[9]
- 1961 : Le cave se rebiffe de Gilles Grangier (rue du Conseiller-Collignon, rue Verdi)
- 1961 : La Bride sur le cou de Jean Aurel (avenue Kléber, place du Trocadéro)
- 1962 : Arsène Lupin contre Arsène Lupin d'Édouard Molinaro
- 1963 : Le Jour et l'Heure de René Clément (avenue Henri-Martin, boulevard Jules-Sandeau)
- 1963 : Peau de banane de Marcel Ophüls[101] (avenue de Friedland)
- 1963 : Judex de Georges Franju (avenue de Camoëns)
- 1964 : Fantômas d'André Hunebelle (place d'Iéna)
- 1964 : Les Baisers : Baiser du soir de Jean-François Hauduroy (boulevard de Montmorency)[10]
- 1964 : Les Baisers : Baiser de 16 ans de Claude Berri (esplanade du Trocadéro, place du Trocadéro)[10]
- 1965 : Belphégor ou le Fantôme du Louvre (série télévisée) de Claude Barma[12] (avenue Paul-Doumer)
- 1965 : Quand passent les faisans d'Édouard Molinaro (rue de l'Assomption)
- 1965 : Pleins feux sur Stanislas de Jean-Charles Dudrumet (grande cascade du bois de Boulogne )
- 1966 : Sale temps pour les mouches de Guy Lefranc (rue Pergolèse)
- 1966 : La Bourse et la Vie de Jean-Pierre Mocky
- 1966 : La Grande Vadrouille de Gérard Oury[13]
- 1966 : Paris brûle-t-il ? de René Clément (pont de Grenelle, bois de Boulogne)
- 1966 : Tendre Voyou de Jean Becker (avenue Foch)
- 1967 : Peau d'espion d'Édouard Molinaro (bois de Boulogne, maison de la Radio, avenue du Président-Kennedy)
- 1967 : Le Voleur de Louis Malle (rue du Ranelagh)
- 1968 : L'Homme à la Buick de Gilles Grangier[102]
- 1969 : Le Cerveau de Gérard Oury (avenue de Pologne, avenue Gustave-V-de-Suède, place du Trocadéro, palais de Chaillot, avenue Albert-Ier-de-Monaco, avenue Foch et sa contre-allée)[15]
- 1970 : Elle boit pas, elle fume pas, elle drague pas, mais… elle cause ! de Michel Audiard (jardins de la place du Trocadéro)
- 1970 : Le Cercle rouge de Jean-Pierre Melville[17] (avenue Paul-Doumer)
- 1971 : Le Cri du cormoran le soir au-dessus des jonques de Michel Audiard[103] (hippodrome d'Auteuil)
- 1971 : Juste avant la nuit de Claude Chabrol (rue Beethoven)
- 1972 : Un flic, de Jean-Pierre Melville (rue de Presbourg)
- 1972 : Le Dernier Tango à Paris de Bernardo Bertolucci
- 1972 : Tout le monde il est beau, tout le monde il est gentil de  Jean Yanne (Maison de la Radio, avenue du Président-Kennedy)
- 1973 : Moi y'en a vouloir des sous de Jean Yanne
- 1975 : Le Téléphone Rose d'Édouard Molinaro (rue Chalgrin, avenue Raphaël)
- 1975 : Flic Story de Jacques Deray (avenue de la Porte-Molitor)
- 1975 : L'Incorrigible, de  Philippe de Broca (avenue Foch)
- 1976 : L'Aile ou la Cuisse de Claude Zidi (place d'Iéna)[66]
- 1976 : Docteur Françoise Gailland de Jean-Louis Bertuccelli
- 1977 :  Armaguedon d'Alain Jessua[22]
- 1977 : Mort d'un pourri, de Georges Lautner[23]
- 1980 : Trois Hommes à abattre de Jacques Deray (rue Claude-Farrère, rue du Docteur-Germain-Sée, avenue du Général-Mangin, avenue de Lamballe, avenue du Président-Kennedy, place Clément-Ader, avenue de Versailles, place de la Porte-de-Saint-Cloud, boulevard périphérique, de la porte de Saint-Cloud à la porte Maillot, rue du Général-Sarrail)
- 1981 : Diva de Jean-Jacques Beineix
- 1981 : Clara et les Chics Types de Jacques Monnet (lycée Janson-de-Sailly)
- 1981 : Viens chez moi, j'habite chez une copine de Patrice Leconte
- 1982 :  Les P'tites Têtes de Bernard Ménez (place du Trocadéro)[68]
- 1982 : Tir groupé de Jean-Claude Missiaen[24]
- 1982 : La Passante du Sans-Souci de Jacques Rouffio[79]
- 1983 : Le Battant de Robin Davis (rue Benjamin-Franklin, place de Costa-Rica)[63]
- 1983 : Circulez y'a rien à voir de Patrice Leconte (avenue Pierre-Ier-de-Serbie, square Lamartine, bois de Boulogne)
- 1983 : L'Indic de Serge Leroy (rue Mallet-Stevens)
- 1984 : La Septième Cible de Claude Pinoteau[51]
- 1984 : La Vengeance du serpent à plumes de Gérard Oury (route des Moulins, bois de Boulogne)
- 1990 : Nikita de Luc Besson
- 1990 : Docteur Petiot de Christian de Chalonge (théâtre Le Ranelagh, rue des Vignes, entrée du métro Porte Dauphine, avenue Foch)
- 1991 : L'Opération Corned Beef de Jean-Marie Poiré
- 1991 : La Totale ! de Claude Zidi (hôtel Raphael, avenue Kléber)
- 1993 : L'Arbre, le Maire et la Médiathèque (avenue de la Grande-Armée)
- 1996 : Hommes, femmes : mode d'emploi de Claude Lelouch (terrains de Bagatelle, allée du Bord-de-l'Eau, Parc des Princes, rue du Commandant-Guilbaud)
- 1998 : Une chance sur deux de Patrice Leconte
- 1999 : Pas de scandale de Benoît Jacquot
- 1999 : La Fille sur le pont de Patrice Leconte (esplanade du Trocadéro, palais de Chaillot, passerelle Debilly)
- 2000 : Le Goût des autres d'Agnès Jaoui
- 2001 : Tanguy d'Étienne Chatiliez
- 2002 : Monsieur Batignole de Gérard Jugnot (palais Galliera qui représente la Kommandantur)[70]
- 2002 : Trois Zéros de Fabien Onteniente
- 2002 : Femme fatale de Brian De Palma[71]
- 2002 : Les Glaneurs et la Glaneuse, Deux ans après d'Agnès Varda[47]
- 2003 : Le Bison (et sa voisine Dorine) d'Isabelle Nanty
- 2003 : Bon Voyage de Jean-Paul Rappeneau[28]
- 2003 : Le Cœur des hommes de Marc Esposito
- 2004 : Rois et Reine d'Arnaud Desplechin (musée de l'Homme, palais de Chaillot, place du Trocadéro)
- 2004 : La confiance règne d'Étienne Chatiliez[29]
- 2006 : Les Brigades du Tigre de Jérôme Cornuau[104]
- 2006 : OSS 117 : Le Caire, nid d'espions de Michel Hazanavicius
- 2007 : Un baiser, s'il vous plaît !  d'Emmanuel Mouret (rue du Dôme)
- 2007 : La Vie d'artiste  de Marc Fitoussi[30]
- 2008 : La Belle Personne de Christophe Honoré
- 2009 : Le Petit Nicolas de Laurent Tirard
- 2009 : Chéri de Stephen Frears (rue Eugène-Manuel, hôtel Mezzara au 60 rue Jean-de-La-Fontaine)[32]
- 2009 : LOL de Lisa Azuelos
- 2009 : Micmacs à tire-larigot de Jean-Pierre Jeunet[31] (musée de la Contrefaçon, rue de la Faisanderie, stade du Parc des Princes, rue du Commandant-Guilbaud)
- 2009 : Neuilly sa mère ! de Gabriel Julien-Laferrière (Apprentis d'Auteuil, rue de la Fontaine, Lagardère Paris Racing)
- 2010 : From Paris with Love de Pierre Morel
- 2010 : Mon pote de Marc Esposito[105]
- 2011 : Les Femmes du 6e étage de Philippe Le Guay
- 2011 : Bienvenue à Monte-Carlo de Thomas Bezucha (voie Georges-Pompidou)[34]
- 2011 : La Délicatesse de Stéphane Foenkinos et David Foenkinos[80]
- 2012 : Taken 2 d'Olivier Megaton
- 2012 : Comme un chef de Daniel Cohen[53]
- 2012 : Chinese Zodiac de Jackie Chan
- 2012 : Camille redouble de Noémie Lvovsky[106] (Chalet des Îles, porte de la Muette)
- 2012 : Maman d'Alexandra Leclère[60]
- 2013 : Les Gamins d'Anthony Marciano (avenue Victor-Hugo)
- 2013 : La Cage dorée de Ruben Alves (place d'Iéna, avenue d'Iéna, rue Verderet, station de métro Passy, rue Marietta-Alboni, square Alboni)
- 2013 : La Fille du 14 juillet d'Antonin Peretjatko (avenue de New-York)
- 2014 : L'Ex de ma vie de Dorothée Sebbagh[37]
- 2014 : Fais pas ci, fais pas ça : saison 7, épisode 6 La thérapie du bonheur de Pascal Chaumeil (avenue de Camoëns, rue Scheffer, rue Benjamin-Franklin)[107]
- 2015 : Nos femmes de Richard Berry[75]
- 2015 : Mon roi de Maïwenn[40]
- 2015 : Le Grand Jeu de Nicolas Pariser (restaurant Le Pré Catelan, route de Suresnes, bois de Boulogne, avenue Kléber, rue Boissière)[38]
- 2016 : Cézanne et moi de Danièle Thompson[61] (palais Galliera)
- 2017 : Paris, etc. (série télévisée, épisode Nuits blanches) de Zabou Breitman[76]
- 2017 : Sage Femme de Martin Provost[62] (voie Georges-Pompidou, quai Louis-Blériot, square Alboni)
- 2017 : Marie-Francine de Valérie Lemercier (place de Passy, rue Bois-Le-Vent, boulevard de Montmorency, square Tolstoï, rue Raynouard, rue de l'Annonciation, rue de la Faisanderie, rue de Longchamp)
- 2017 : Daddy Cool de Maxime Govare (Jardin d'acclimatation, bois de Boulogne, route de la Porte-Dauphine-à-la-Porte-des-Sablons)
- 2018 : Baron noir (série télévisée), saison 2, épisode 1 Twins de Ziad Doueiri[43]
- 2022 : L'Homme de nos vies mini-série de Frédéric Berthe (musée national des Arts asiatiques - Guimet)

## 17earrondissementde Paris
- 1938 : La Bête humaine de Jean Renoir
- 1947 : Antoine et Antoinette de Jacques Becker
- 1959 : Signé Arsène Lupin d'Yves Robert (boulevard Pereire, rue Puvis-de-Chavannes)
- 1964 : Les Baisers : Baiser de Judas de Bertrand Tavernier (rue Jouffroy-d'Abbans (Paris), gare de Pont-Cardinet, boulevard Pereire, rue Ampère, place d'Israël)[10]
- 1965 : Compartiment tueurs de Costa-Gavras[11] (rue Rennequin, rue Pierre-Demours, boulevard Gouvion-Saint-Cyr)
- 1965 : Belphégor ou le Fantôme du Louvre (série télévisée) de Claude Barma[12] (rue Octave-Mirbeau[108])
- 1966 : Paris brûle-t-il ? de René Clément (avenue de la Grande-Armée)
- 1971 : Max et les Ferrailleurs de Claude Sautet (rue d'Armaillé et , rue des Acacias)
- 1972 : Un flic, de Jean-Pierre Melville (avenue Carnot hôtel Splendid Étoile)
- 1972 : Le Dernier Tango à Paris de  Bernardo Bertolucci
- 1973 : La Bonne Année de Claude Lelouch
- 1976 : Monsieur Klein de Joseph Losey[21]
- 1980 : Le Coup du parapluie de Gérard Oury
- 1980 : Trois Hommes à abattre de Jacques Deray (boulevard Malesherbes)
- 1981 : Viens chez moi, j'habite chez une copine de Patrice Leconte
- 1983 : Le Battant de Robin Davis (rue de Prony)[63]
- 1984 : P'tit Con de Gérard Lauzier[56] (rue de Phalsbourg, boulevard de Courcelles, rue de Tocqueville, rue Legendre, rue de Logelbach
- 1985 : Parking de Jacques Demy
- 1987 : Le Solitaire de Jacques Deray[25]
- 1996 : Hommes, femmes : mode d'emploi de Claude Lelouch (Cimetière des Batignolles)
- 1997 : Le Pari de Didier Bourdon et Bernard Campan
- 2003 : Le Cœur des hommes de Marc Esposito
- 2004 : La confiance règne d'Étienne Chatiliez[29]
- 2005 :  Le Courage d'aimer de Claude Lelouch (boulevard Gouvion-Saint-Cyr, Palais des Congrès, place de la Porte-Maillot)
- 2007 : Ce soir je dors chez toi d'Olivier Baroux
- 2007 : Un baiser, s'il vous plaît !  d'Emmanuel Mouret (place du Général-Catroux, avenue de Villiers, rue de Phalsbourg)
- 2008 : Le Transporteur 3 d'Olivier Megaton
- 2011 : La Délicatesse de Stéphane Foenkinos et David Foenkinos[80]
- 2011 : L'amour dure trois ans de Frédéric Beigbeder[33]
- 2014 : Jamais le premier soir de Mélissa Drigeard
- 2018 : Neuilly sa mère, sa mère ! de Gabriel Julien-Laferrière
- 2022 : L'Homme de nos vies (mini-série) de Frédéric Berthe (rue de Prony, boulevard de Courcelles)

## 18earrondissementde Paris

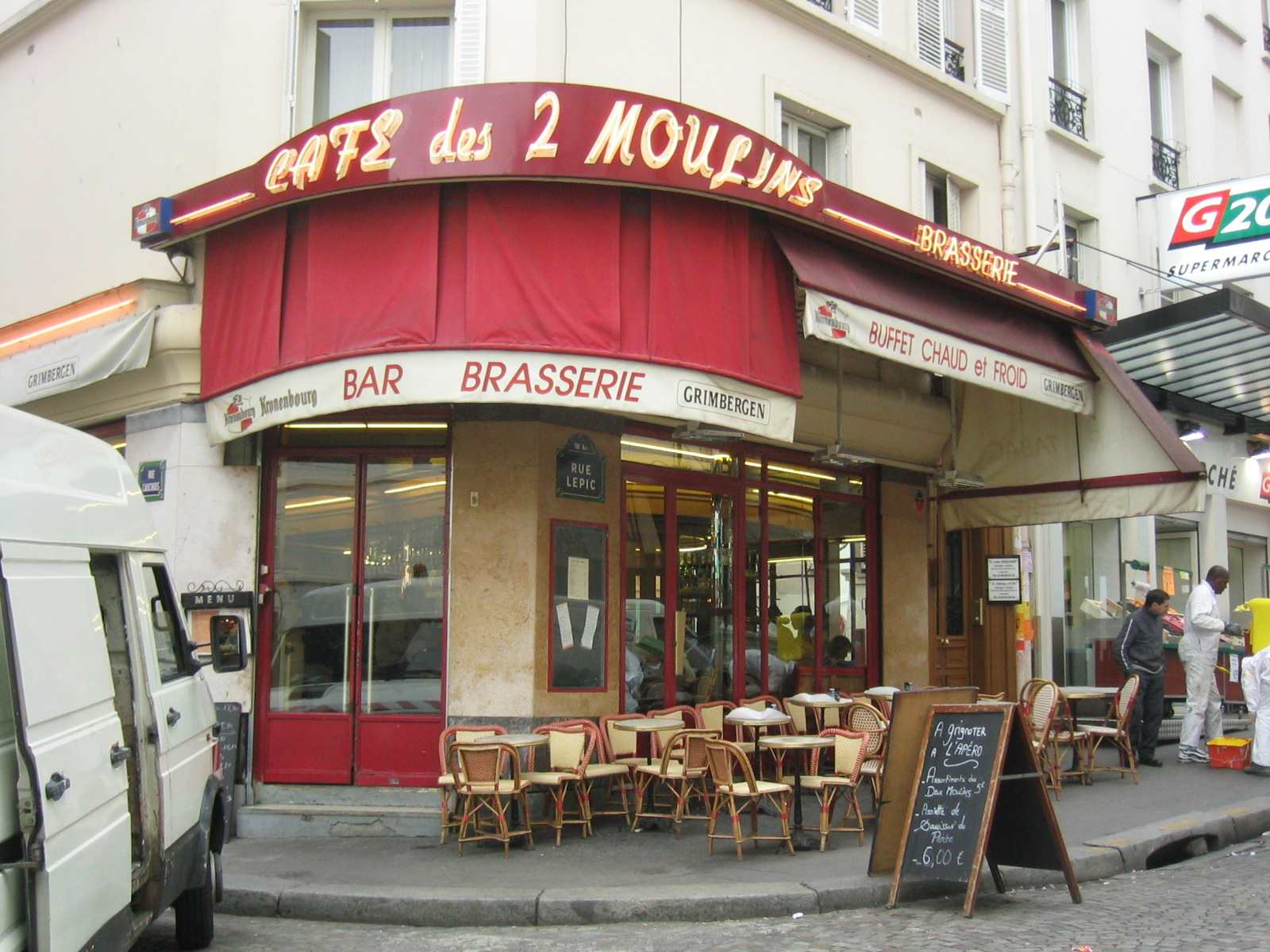
Le Café des 2 Moulins, rue Lepic dans Le Fabuleux Destin d'Amélie Poulain.

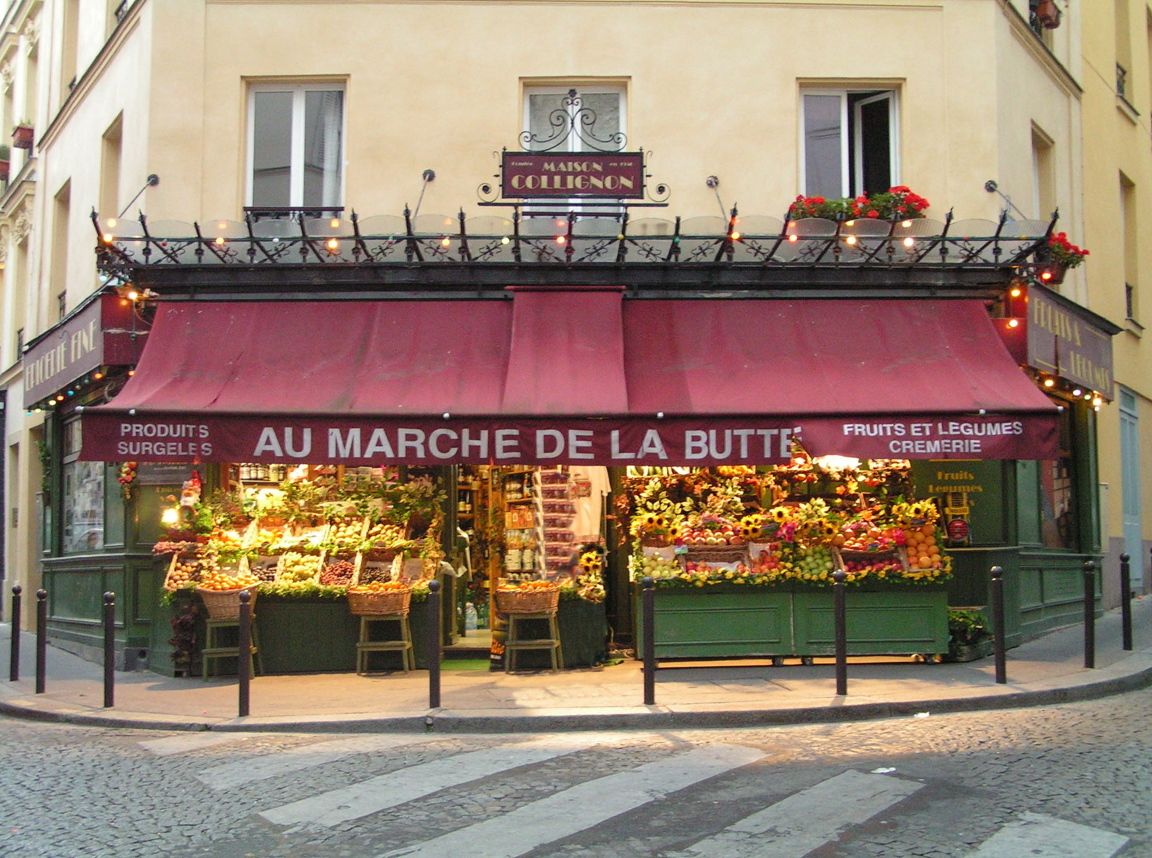
L’épicerie de monsieur Collignon, rue des Trois-Frères, dans Le Fabuleux Destin d'Amélie Poulain.

- 1936 : La vie est à nous de Jean Renoir (tourné en partie dans les studios Francœur situés 6 rue Francœur dans le 18e arrondissement de Paris)
- 1946 : Pétrus de Marc Allégret[109] (rue Nobel, rue Maurice-Utrillo, rue Paul-Albert, boulevard de Clichy)
- 1947 : Antoine et Antoinette de Jacques Becker
- 1949 : Rendez-vous de juillet de Jacques Becker (tourné, en partie, dans les studios Francœur situés 6 rue Francœur dans le 18e arrondissement de Paris)
- 1949 : L'Homme de la tour Eiffel de Burgess Meredith[6]
- 1950 : Juliette ou la Clé des songes de Marcel Carné (square Caulaincourt, tourné, en partie, dans les studios Francœur situés 6 rue Francœur dans le 18e arrondissement de Paris, Montmartre)
- 1952 : Le Plaisir de Max Ophüls
- 1954 : Cadet Rousselle d'André Hunebelle
- 1955 L'Impossible Monsieur Pipelet d'André Hunebelle (Rue du Chevalier-de-La-Barre, Rue Norvins)
- 1957 : L'Homme à l'imperméable de Julien Duvivier[9]
- 1958 : Cette nuit-là de Maurice Cazeneuve (avenue Junot)
- 1958 : Sérénade au Texas de Richard Pottier (tourné, en partie, dans les studios Francœur situés 6 rue Francœur dans le 18e arrondissement de Paris)
- 1959 : Les Quatre Cents Coups de François Truffaut
- 1963 : Un drôle de paroissien de Jean-Pierre Mocky (basilique du Sacré-Cœur)
- 1963 : Le Jour et l'Heure de René Clément (rue de l'Évangile)
- 1963 : Peau de banane de Marcel Ophüls[101] (rue Ravignan, place Émile-Goudeau)
- 1964 : Patate de Robert Thomas (rue de l'Abreuvoir)
- 1964 : Mata Hari, agent H 21 de Jean-Louis Richard[91] (place Casadesus, rue du Chevalier-de-La-Barre, pont Caulaincourt)
- 1964 : Les Baisers : Baiser de 16 ans de Claude Berri (parvis de la Basilique du Sacré-Cœur, rue du Chevalier-de-La-Barre)[10]
- 1965 : Belphégor ou le Fantôme du Louvre (série télévisée) de Claude Barma[12] (rue du Mont-Cenis, rue Caulaincourt, allée des Brouillards, rue Girardon, rue de l'Abreuvoir)
- 1965 : Compartiment tueurs de Costa-Gavras[11] (rue de l'Évangile)
- 1965 : Pleins feux sur Stanislas de Jean-Charles Dudrumet (rue d'Orsel et rue Briquet)
- 1966 : La Grande Vadrouille de Gérard Oury[13]
- 1966 : Sale temps pour les mouches de Guy Lefranc (Passage des Abbesses)
- 1966 : Le Jardinier d'Argenteuil de Jean-Paul Le Chanois[77] (rue Durantin, boulevard de Rochechouart, boulevard de Clichy)
- 1966 : Un homme et une femme de Claude Lelouch
- 1969 : Le Cerveau de Gérard Oury (rue de Clignancourt, rue du Chevalier-de-La-Barre, rue Paul-Albert)[15]
- 1971 : Amicalement vôtre saison 1, épisode 9 « Drôle d'oiseau » de Leslie Norman (rue Marcadet, rue Émile-Duployé)
- 1973 : La Bonne Année de Claude Lelouch (cabaret Chez Michou, rue des Martyrs)
- 1974 : Un nuage entre les dents de Marco Pico (boulevard de la Chapelle, rue Pajol, rue Riquet)
- 1975 : Opération Lady Marlène de Robert Lamoureux
- 1975 : Flic Story de Jacques Deray (rue André-Antoine)
- 1975 : Section spéciale de Costa-Gavras (Escaliers du Sacré-Cœur, rue du Cardinal-Dubois, quai de la  station de métro Barbès-Rochechouart, boulevard de la Chapelle)
- 1976 : Monsieur Klein de Joseph Losey[21]
- 1976 : Le Locataire de Roman Polanski (hôpital Bretonneau, rue Carpeaux, rue Joseph-de-Maistre)
- 1977 : Le Gang de  Jacques Deray
- 1980 : Trois Hommes à abattre de Jacques Deray (rue Hégésippe-Moreau)
- 1981 : Les Uns et les Autres de Claude Lelouch[67]
- 1981 : Le Maître d'école de Claude Berri (rue Foyatier)
- 1982 :  Les P'tites Têtes de Bernard Ménez  (place du Tertre, Escaliers du Sacré-Cœur, rue du Cardinal-Dubois)[68]
- 1983 : Tchao Pantin de Claude Berri (station-service à l'angle de la place de la Chapelle et de la rue Pajol, rue de Chartres, rue Fleury )
- 1983 : L'Indic de Serge Leroy (rue de Jessaint)
- 1984 : Mesrine d'André Génovès
- 1984 : La Septième Cible de Claude Pinoteau[51]
- 1985 : Les Ripoux de Claude Zidi
- 1985 : Subway de Luc Besson
- 1985 : Parking de Jacques Demy
- 1985 : Rendez-vous (film, 1985) d'André Téchiné (station de métro La Chapelle, boulevard de la Chapelle)
- 1986 : Les Frères Pétard de Hervé Palud (rue du Cardinal-Dubois, rue Briquet, place Saint-Pierre, Funiculaire de Montmartre, place Suzanne-Valadon, Escaliers de la rue Foyatier, rue Saint-Éleuthère)
- 1987 : Le Solitaire de Jacques Deray[25]
- 1988 : La Petite Voleuse de Claude Miller[64]
- 1989 : Ripoux contre ripoux de Claude Zidi
- 1991 : La Totale ! de Claude Zidi (boulevard de la Chapelle)
- 1993 : Fanfan d'Alexandre Jardin (rue Lamarck - Station de métro Lamarck-Caulaincourt)
- 1994 : Le Péril jeune de Cédric Klapisch[87]
- 1995 : Sabrina de Sydney Pollack
- 1996 : Hommes, femmes : mode d'emploi de Claude Lelouch (Cimetière de Montmartre, avenue Rachel)
- 1997 : Le Pari de Didier Bourdon et Bernard Campan
- 1998 : Ronin de John Frankenheimer
- 1999 : Le Créateur d'Albert Dupontel
- 2000 : Ça ira mieux demain de Jeanne Labrune[26]
- 2001 : Le Fabuleux Destin d'Amélie Poulain de Jean-Pierre Jeunet (L’épicerie de monsieur Collignon, est située rue des Trois-Frères, Le café des 2 Moulins est situé rue Lepic, Basilique du Sacré-Cœur de Montmartre, Montmartre, Lamarck - Caulaincourt (métro de Paris), Abbesses (métro de Paris)[58]
- 2001 : La Grande Vie ! de Philippe Dajoux (place du Tertre)
- 2002 : L'Auberge espagnole de Cédric Klapisch
- 2002 : Monsieur Batignole de Gérard Jugnot[70]
- 2003 : Après vous de Pierre Salvadori (rue Championnet)
- 2004 : La confiance règne d'Étienne Chatiliez[29]
- 2004 : Un long dimanche de fiançailles de Jean-Pierre Jeunet (près du restaurant Au Lapin Agile, rue des Saules[72])
- 2005 : Angel-A de Luc Besson
- 2005 :  Le Courage d'aimer de Claude Lelouch (parvis de la basilique du Sacré-Cœur, rue du Chevalier-de-La-Barre)
- 2007 : La Môme d'Olivier Dahan
- 2007 : La Vie d'artiste de Marc Fitoussi[30]
- 2008 : Agathe Cléry d'Étienne Chatiliez (hôpital Xavier-Bichat)
- 2008 : Go Fast d'Olivier Van Hoofstadt
- 2008 : Faubourg 36 de Christophe Barratier
- 2009 : Le Petit Nicolas de Laurent Tirard
- 2009 : Inglourious Basterds de Quentin Tarantino
- 2009 : Pigalle, la nuit de Hervé Hadmar
- 2010 : Camping 2 de Fabien Onteniente (rue du Poteau)
- 2010 : La Rafle de Roselyne Bosch
- 2010 : Mon pote de Marc Esposito[105]
- 2011 : Minuit à Paris de Woody Allen
- 2011 : Bienvenue à Monte-Carlo de Thomas Bezucha (basilique du Sacré-Cœur au 35 rue du Chevalier-de-La-Barre ; parvis du Sacré-Cœur : rue du Cardinal-Dubois)[34]
- 2012 : Quand je serai petit de Jean-Paul Rouve (porte de la Chapelle)
- 2012 : Stars 80 de Frédéric Forestier et Thomas Langmann[74]
- 2014 : Colt 45 de Fabrice Du Welz et Frédéric Forestier
- 2014 : Supercondriaque de Dany Boon
- 2014 : 3 Days to Kill de McG (place Dalida)
- 2014 : L'Ex de ma vie de Dorothée Sebbagh[37]
- 2015 : Un peu, beaucoup, aveuglément de Clovis Cornillac[39]
- 2015 : Mon roi de Maïwenn[40]
- 2015 : Les Souvenirs de Jean-Paul Rouve[82] (rue Houdon, rue Caulaincourt, avenue Junot, rue Juste-Métivier, cimetière de Montmartre, avenue Rachel)
- 2017 : Paris, etc. (série télévisée, épisode La Course) de Zabou Breitman[110]
- 2017 : Sage Femme de Martin Provost[62] (rue Stephenson, rue Jean-Cottin, rue Boucry)
- 2018 : Baron noir (série télévisée), saison 2, épisode 1 Twins de Ziad Doueiri[43]
- 2019 : Deux Moi de Cédric Klapisch (rue Marx-Dormoy, rue Jean-François-Lépine)
- 2020 : Adieu monsieur Haffmann de Fred Cavayé (rue Androuet et rue Berthe)[111],[112],[113].
- 2021: L'Homme de la cave  de Philippe Le Guay (rue Marx-Dormoy)

## 19earrondissementde Paris
- 1929 : Ces dames aux chapeaux verts d'André Berthomieu (studios des Buttes-Chaumont)
- 1946 : Le Bateau à soupe de Maurice Gleize[114]
- 1946 : Pétrus de Marc Allégret[109] (Studios des Buttes-Chaumont)
- 1947 : Pas si bête d'André Berthomieu (Studios des Buttes-Chaumont)
- 1951 : Identité judiciaire de Hervé Bromberger[7]
- 1958 : Cette nuit-là de Maurice Cazeneuve (square Bolivar)
- 1962 : Arsène Lupin contre Arsène Lupin d'Édouard Molinaro (quai de la Charente, quai de la Gironde)
- 1962 : Jules et Jim de François Truffaut (Villa Ottoz)
- 1963 : Le Jour et l'Heure de René Clément (rue de l'Ourcq, passage Wattieaux, rue de Cambrai, quai de la Marne)
- 1965 : Compartiment tueurs de Costa-Gavras[11] (rue d'Aubervilliers)
- 1966 : Sale temps pour les mouches de Guy Lefranc (Près du pont levant de la rue de Crimée)
- 1968 : L'Homme du Picardie, feuilleton télévisé de Jacques Ertaud (Canal Saint-Martin)
- 1968 : L'Homme à la Buick de Gilles Grangier[102]
- 1973 : Moi y'en a vouloir des sous de  Jean Yanne
- 1973 : Le Silencieux de Claude Pinoteau[18]
- 1980 : La Femme de l'aviateur d'Éric Rohmer (parc des Buttes-Chaumont, rue Armand-Carrel et rue Cavendish)
- 1982 : Le père Noël est une ordure de Jean-Marie Poiré (Terrain vague entre la porte des Lilas et le Pré-Saint-Gervais)
- 1984 : La Vengeance du serpent à plumes de Gérard Oury (station de métro Porte des Lilas Cinéma)
- 1985 : Parking de Jacques Demy
- 1986 : 50 contre 1 court-métrage de Pascal Duthuin (Parc des Buttes-Chaumont)
- 1986 : Les Frères Pétard de Hervé Palud (ancienne station de métro Porte des Lilas)
- 1987 : Le Solitaire de Jacques Deray[25]
- 1990 : Docteur Petiot de Christian de Chalonge (boulevard Macdonald)
- 1994 : Le Péril jeune de Cédric Klapisch[87]
- 1997 : On connaît la chanson d'Alain Resnais (parc des Buttes-Chaumont, rue du Plateau, rue des Alouettes)
- 2001 : Le Fabuleux Destin d'Amélie Poulain de Jean-Pierre Jeunet[58] (ancienne station de métro Porte des Lilas)
- 2003 : Après vous de Pierre Salvadori (parc des Buttes-Chaumont)
- 2004 : La confiance règne d'Étienne Chatiliez[29]
- 2004 : Rois et Reine d'Arnaud Desplechin (station de métro Jaurès)
- 2007 : La Vie d'artiste de Marc Fitoussi[30]
- 2009 : Micmacs à tire-larigot de Jean-Pierre Jeunet[31] (rue de Crimée, rue de l'Ourcq)
- 2012 : De l'autre côté du périph de David Charhon (siège du Parti communiste français au 2 place du Colonel Fabien,)[35]
- 2013 : L'Écume des jours de Michel Gondry
- 2013 : La Fille du 14 juillet d'Antonin Peretjatko (rue de la Villette)
- 2014 : Jamais le premier soir de Mélissa Drigeard (rue Lassus)
- 2015 : Love de Gaspar Noé (parc des Buttes-Chaumont)
- 2017 : Daddy Cool de Maxime Govare (rue Carducci, parc des Buttes-Chaumont, rue Botzaris, place Rhin-et-Danube)
- 2019 : Vif-Argent de Stéphane Batut (parc des Buttes-Chaumont)
- 2019 : Jusqu'ici tout va bien de Mohamed Hamidi (avenue Jean-Jaurès, boulevard Sérurier, Philharmonie de Paris)

## 20earrondissementde Paris
- 1936 : La vie est à nous de Jean Renoir (porte de Montreuil)
- 1950 : Orphée de Jean Cocteau porte des Lilas
- 1952 : Casque d'Or de Jacques Becker (rue des Cascades)
- 1961 : Le cave se rebiffe de Gilles Grangier (rue du Volga et rue Saint-Blaise)
- 1962 : Jules et Jim de François Truffaut (rue des Couronnes, rue du Transvaal, Cimetière du Père-Lachaise)
- 1963 : Un drôle de paroissien de Jean-Pierre Mocky (église Notre-Dame-de-la-Croix de Ménilmontant)
- 1969 : Le Cerveau de Gérard Oury (rue des Pyrénées)[15]
- 1975 : Opération Lady Marlène de Robert Lamoureux
- 1975 : Flic Story de Jacques Deray (rue Robineau, rue Désirée)
- 1976 : Monsieur Klein de Joseph Losey[21]
- 1981 : Le Maître d'école de Claude Berri (rue de Lesseps)
- 1983 : Tchao Pantin de Claude Berri (quartier de Belleville)
- 1985 : Rendez-vous (film, 1985) d'André Téchiné (rue Pierre-Mouillard)
- 1986 : Les Frères Pétard de Hervé Palud  (Cimetière du Père-Lachaise, rue du Repos)
- 1987 : Le Solitaire de Jacques Deray[25]
- 1990 : Nikita de Luc Besson Cours de Vincennes
- 1996 : Hommes, femmes : mode d'emploi de Claude Lelouch (Cimetière du Père-Lachaise, rue du Repos)
- 1997 : On connaît la chanson d'Alain Resnais (Cimetière du Père-Lachaise, rue du Repos)
- 1999 : Pola X de Leos Carax (rue de Ménilmontant)
- 2000 : Ça ira mieux demain de Jeanne Labrune[26]
- 2000 : La Fidélité d'Andrzej Żuławski (quartier de Belleville)[45]
- 2002 : Femme fatale de Brian De Palma[71]
- 2001 : La Grande Vie ! de Philippe Dajoux (rue Saint-Blaise)
- 2001 : Le Fabuleux Destin d'Amélie Poulain de Jean-Pierre Jeunet[58] (ancienne station de métro Porte des Lilas)
- 2005 : Le Petit Lieutenant de Xavier Beauvois (118 rue des Pyrénées et avenue Gambetta)
- 2005 : De battre mon cœur s'est arrêté de Jacques Audiard
- 2007 : Ce soir je dors chez toi d'Olivier Baroux
- 2008 : Comme les autres de Vincent Garenq (quartier de Belleville, rue des Envierges, villa Faucheur...)
- 2008 : Comme une étoile dans la nuit de René Féret (crématorium du cimetière du Père-Lachaise)
- 2009 : Le Petit Nicolas de Laurent Tirard
- 2014 : Jamais le premier soir de Mélissa Drigeard (place Henri-Krasucki, rue du Jourdain, rue de la Mare)
- 2015 : Le Bureau des légendes (série télévisée) d'Éric Rochant (boulevard Mortier)
- 2015 : Lolo de Julie Delpy[48]
- 2015 : Les Souvenirs de Jean-Paul Rouve[82] (avenue Gambetta)
- 2015 : Le Grand Jeu de Nicolas Pariser (rue Julien-Lacroix, rue du Liban)[38]
- 2016 : Elle de Paul Verhoeven (Cimetière du Père-Lachaise)
- 2017 : Daddy Cool de Maxime Govare (place Henri-Krasucki, rue Levert, rue des Rigoles, place Henri-Malberg, rue de Savies)
- 2022 : Porte de Vincennes de Claude Chamis (avenue de la porte de Vincennes)